# Los Angeles

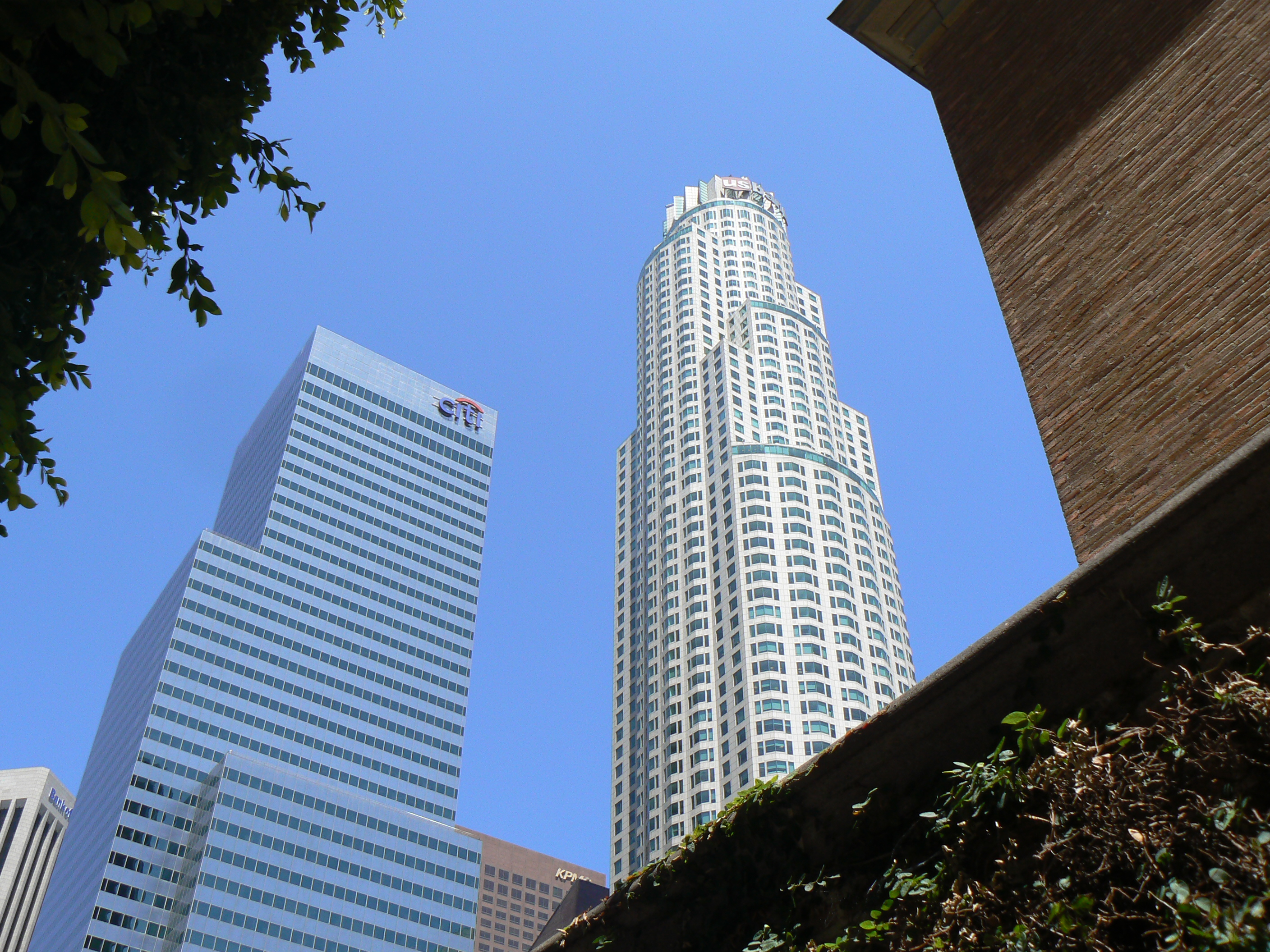
Śródmieście Los Angeles

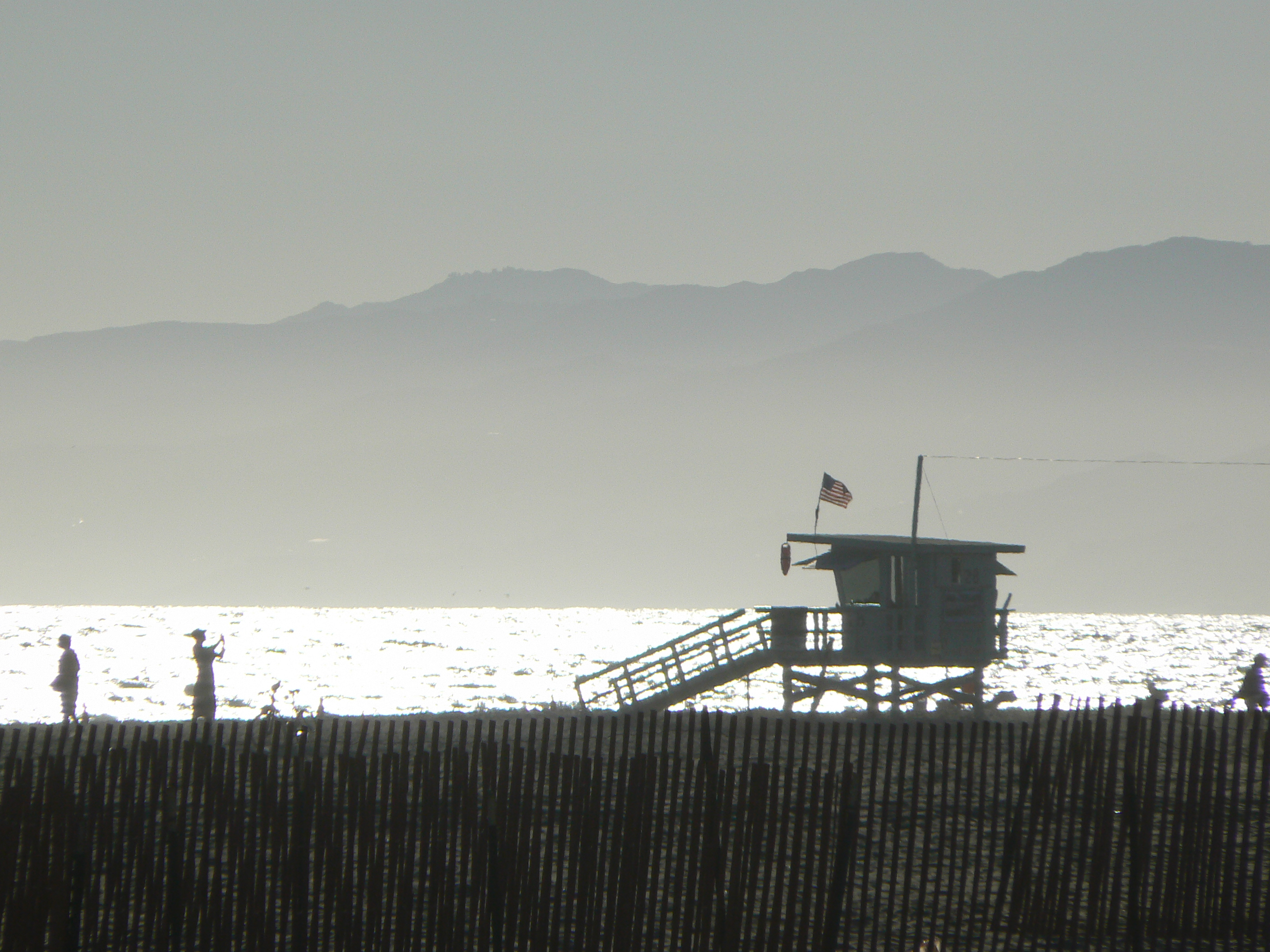
Plaża między Santa Monica a Venice, dzielnicą Los Angeles

Los Angeles, oficjalnie City of Los Angeles, często skracane do L.A. (hiszp. Los Ángeles) – najludniejsze miasto amerykańskiego stanu Kalifornia, a zarazem drugie pod względem liczby mieszkańców miasto w Stanach Zjednoczonych (za Nowym Jorkiem), za sprawą populacji liczącej ok. 4 mln mieszkańców. Los Angeles zajmuje powierzchnię 1302 km² i położone jest w regionie Kalifornii Południowej. Miasto stanowi centrum aglomeracji Los Angeles-Long Beach-Santa Ana, którą w 2010 roku zamieszkiwało 12 828 837 osób, czyniąc z tego regionu 2. pod względem populacji obszar metropolitalny Stanów Zjednoczonych i jednocześnie jedną z najludniejszych metropolii świata. Wielkie Los Angeles to połączony obszar statystyczny (combined statistical area) z liczbą mieszkańców wynoszącą 18,8 mln. Los Angeles jest siedzibą hrabstwa Los Angeles, czyli najbardziej zaludnionego i jednego z najbardziej zróżnicowanych etnicznie hrabstw w Stanach Zjednoczonych. Z kolei obszar samego Los Angeles uznany został za najbardziej zróżnicowane etnicznie amerykańskie miasto. Mieszkańcy Los Angeles często określani są mianem „Angelenos”.
Los Angeles zostało założone 4 września 1781 roku przez hiszpańskiego gubernatora Felipe de Neve’a. Po zakończeniu wojny o niepodległość Meksyku, w 1821 roku miasto stało się częścią tegoż państwa. W 1848 roku, pod koniec wojny amerykańsko-meksykańskiej, Los Angeles oraz pozostałe obszary Kalifornii zostały na mocy traktatu pokojowego z Guadalupe Hidalgo wykupione przez rząd amerykański, wchodząc w skład Stanów Zjednoczonych. Los Angeles uzyskało 4 kwietnia 1850 roku status korporacji municypalnej – na pięć miesięcy przed tym, jak Kalifornia stała się oficjalnie stanem państwa amerykańskiego.
Zwane często City of Angels lub po prostu L.A., Los Angeles stanowi światowe centrum biznesu, handlu międzynarodowego, rozrywki, kultury, mediów, mody, nauki, sportu, technologii i edukacji. Los Angeles uznane zostało za 3. najbogatsze oraz 5. najbardziej wpływowe miasto świata. Obszar statystyczny Los Angeles wygenerował w 2008 roku 831 miliardów dolarów produktu miejskiego brutto (PMB), czyniąc z tegoż miasta 3. największe centrum gospodarcze świata, ustępując jedynie metropoliom Tokio i Nowego Jorku. Jako że Los Angeles jest siedzibą Hollywood, zyskało przydomek „Światowej Stolicy Rozrywki”, przodując w produkcji filmów, programów telewizyjnych, sztuk scenicznych, gier wideo oraz muzyki. Ze względu na to, miasto zamieszkuje szerokie grono słynnych osób powiązanych z tymi branżami. Los Angeles zorganizowało Letnie Igrzyska Olimpijskie w roku 1932 oraz 1984, zorganizuje je także w 2028.

## Oryginalna nazwa
Oryginalna nazwa miasta to El Pueblo de Nuestra Señora la Reina de los Ángeles del Río de Porciúncula, co można przetłumaczyć jako „Miasto Matki Bożej Królowej Aniołów rzeki Porciúncula”.

## Historia
Przybrzeżne tereny współczesnego basenu Los Angeles Basin oraz doliny San Fernando były pierwotnie zamieszkiwane przez indiańskie plemiona Tongva (Gabrieleños) oraz Chumash. Juan Rodríguez Cabrillo, portugalski podróżnik, uznał w 1542 roku obszar południowej Kalifornii za część hiszpańskiego imperium kolonialnego. 2 sierpnia 1769 roku na ziemie dzisiejszego Los Angeles dotarli Gaspar de Portolà i Juan Crespí.

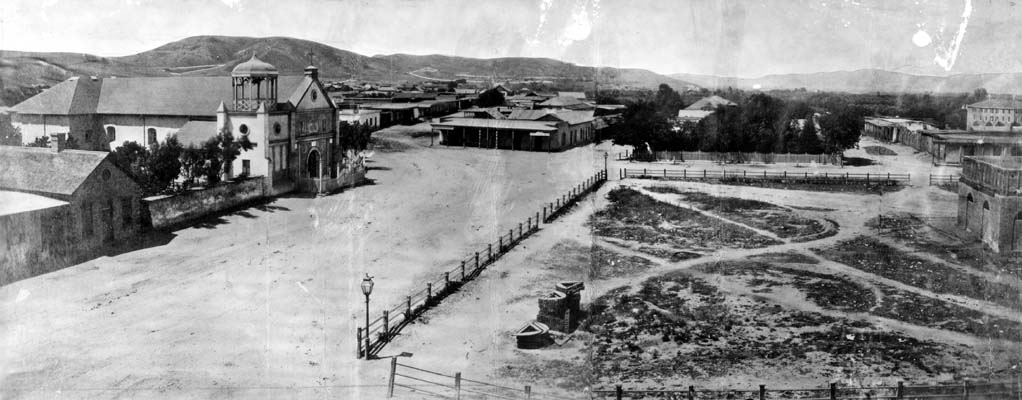
Rynek miejski Los Angeles w 1869 roku

W 1771 roku misjonarz franciszkański Junípero Serra zaprojektował budynek Mission San Gabriel Arcangel, czyli pierwszą siedzibę misjonarską na tych terenach. 4 września 1781 roku grupa czterdziestu czterech osadników, znanych jako „Los Pobladores”, założyła pueblo „La Reyna de los Angeles”, nazwane tak na cześć Nuestra Señora la Reina de los Ángeles z Río de Porciúncula (Matki Bożej Królowej Aniołów z Porcjunkuli). Ponad połowa z przybyszów była metysami lub mulatami o afrykańskim, indiańskim lub europejskim pochodzeniu. Ich osada pozostawała małym miasteczkiem przez dekady – do 1820 roku populacja wzrosła do około 650 mieszkańców. Obecnie pueblo leży na obszarze dystryktu historycznego Los Angeles Pueblo Plaza oraz przy Olvera Street, czyli w najstarszej części miasta.
Nowa Hiszpania uzyskała w 1821 roku niepodległość, odłączając się od hiszpańskiego imperium kolonialnego, natomiast pueblo weszło w skład Meksyku. Gubernator Pío Pico uczynił wówczas Los Angeles stolicą regionu Alta California. Meksykańskie rządy nad miastem zakończyły się w wyniku wojny amerykańsko-meksykańskiej; Amerykanie przejęli kontrolę nad Los Angeles po serii potyczek zbrojnych, zakończonych 13 stycznia 1847 roku podpisaniem traktatu pokojowego w Cahuenga.
W 1876 roku, wraz ze skompletowaniem linii Southern Pacific, do Los Angeles dotarła kolej. W 1892 roku na obszarze miasta odkryte zostały złoża ropy naftowej, co sprawiło, że w roku 1923 Kalifornia stała się największym producentem ropy w Stanach Zjednoczonych, odpowiadając ponadto za 1/4 światowego wydobycia tego surowca.
Do roku 1900 populacja Los Angeles wzrosła do ponad 102 tysięcy mieszkańców, co wywarło presję na kwestię zasobów wodnych miasta. Rozwiązanie tego problemu nadeszło w 1913 roku, wraz z oddaniem do użytku akweduktu Los Angeles, który dostarczał cztery razy więcej wody, niż było w stanie zużyć miasto. Dzięki temu, miasto kontynuowało swój rozwój.

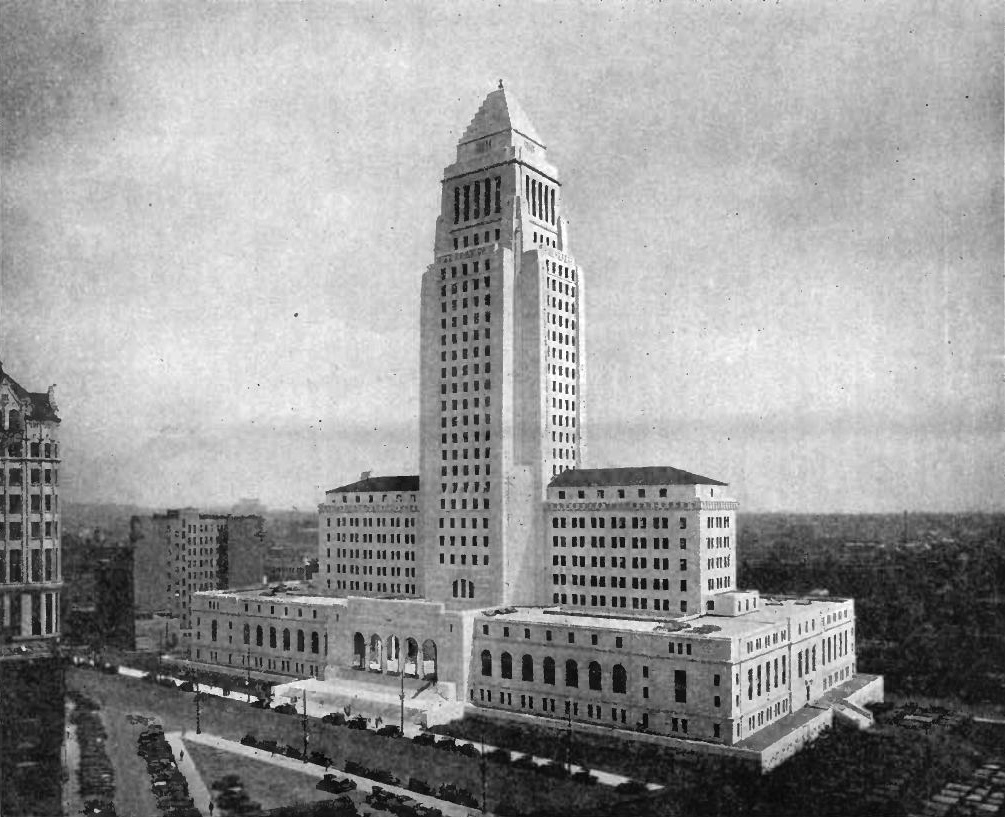
Los Angeles City Hall, na zdjęciu widziany w 1931 roku, powstał w 1928 roku i stanowił najwyższą strukturę w mieście aż do 1964 roku, kiedy to zniesiono ograniczenia wysokościowe

W 1910 roku Los Angeles objęło zasięgiem Hollywood, zaś na terenie samego miasta działało co najmniej dziesięć wytwórni filmowych. Do 1921 roku ponad 80% światowego przemysłu filmowego skupiało się w Los Angeles. Dochody generowane przez tę branżę pozwoliły miastu uniknąć większości gospodarczych problemów, w jakich pogrążyła się reszta państwa w wyniku wybuchu wielkiego kryzysu. W latach 30. XX wieku populacja Los Angeles przekroczyła milion osób. W 1932 roku miasto zorganizowało Letnie Igrzyska Olimpijskie.

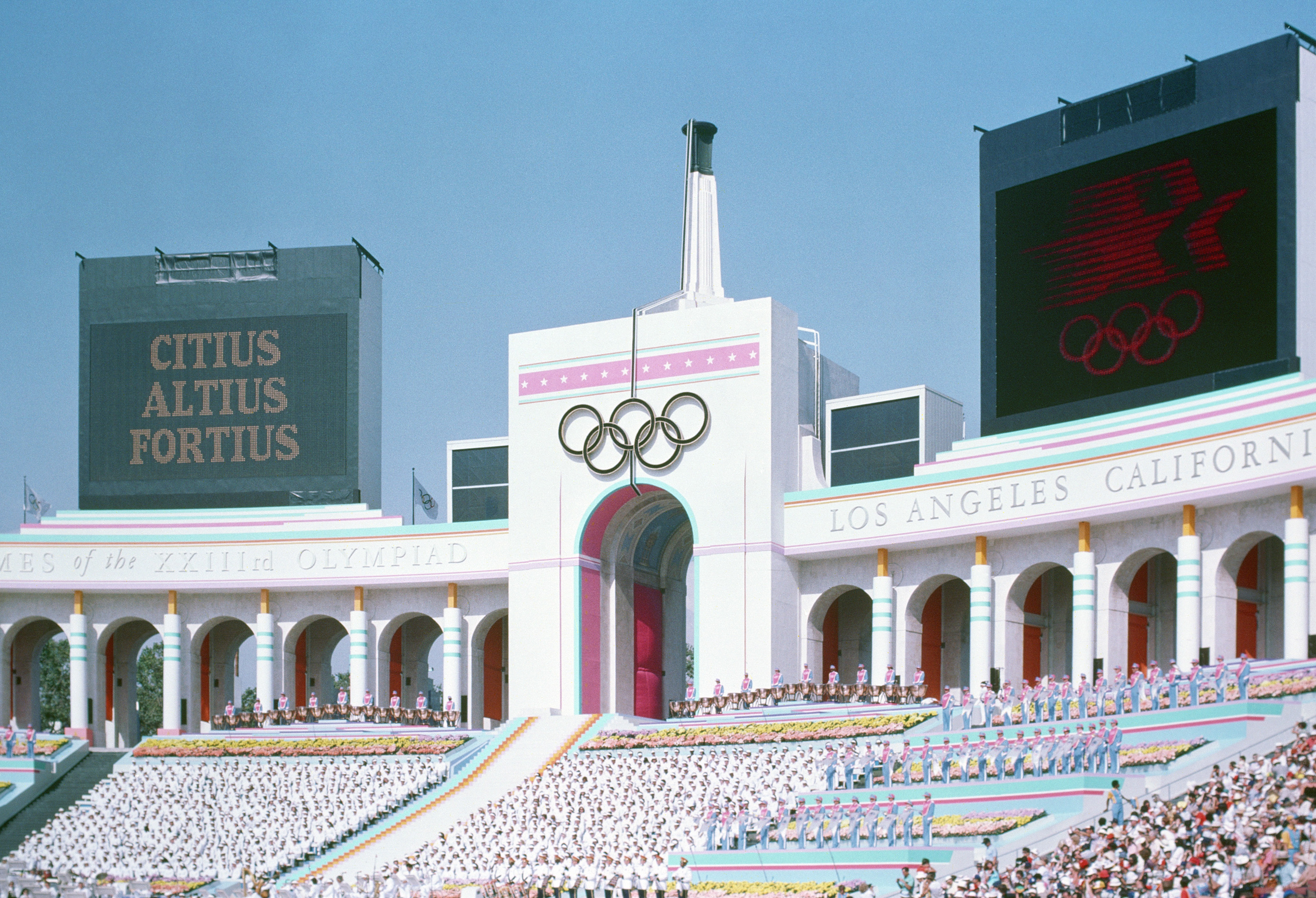
W Los Angeles Memorial Coliseum (na zdjęciu) odbywały się Letnie Igrzyska Olimpijskie w 1932 i 1984 roku

Po zakończeniu II wojny światowej Los Angeles rozwijało się szybciej, niż kiedykolwiek w swojej historii, i w wyniku procesów eksurbanizacji dotarło zasięgiem do doliny San Fernando. W 1969 roku miasto stało się miejscem narodzin Internetu, kiedy to zrealizowana została pierwsza próba transmisji danych przez sieć ARPANET pomiędzy University of California, Los Angeles (UCLA) i Stanford Research Institute (SRI). Latem 1969 roku w Los Angeles i okolicach doszło do serii morderstw popełnionych przez sektę Charlesa Mansona.
W 1984 roku Los Angeles po raz drugi zorganizowało Letnie Igrzyska Olimpijskie. Pomimo bojkotu ze strony 14 państw komunistycznych, Igrzyska z 1984 roku osiągnęły największy sukces finansowy spośród wszystkich dotychczasowych edycji tych zawodów. Ponadto były to zaledwie drugie w historii Igrzyska, które przyniosły profity (wszystkie pozostałe okazywały się stratne finansowo dla miast-organizatorów); te pierwsze, według analiz, to Letnie Igrzyska Olimpijskie z 1932 roku, które również rozegrano w Los Angeles.
W 1992 roku, w Los Angeles doszło do wybuchu wielkich zamieszek na tle dyskryminacji rasowej. Ich powodem była głośna sprawa Afroamerykanina Rodneya Kinga, który 29 kwietnia 1992 roku został pobity przez czterech funkcjonariuszy policji, uniewinnionych z tego czynu przed sądem. Wyrok ten wywołał tzw. sześciodniowe powstanie Rodneya Kinga, w którym uczestniczyły tysiące osób i które uważane jest za największe zamieszki, jakie miały miejsce na terenie Stanów Zjednoczonych w dwudziestym wieku. W 1994 roku Los Angeles zostało niespodziewanie nawiedzone przez trzęsienia ziemi o sile 6,7 stopnia w skali Richtera, które spowodowały straty wyceniane na ponad 12 miliardów dolarów, a także śmierć 72 osób. XX wiek zakończył się skandalem związanym z oddziałem LAPD, Rampart. Okazało się bowiem, że ponad 70 członków C.R.A.S.H., czyli policyjnej grupy zwalczającej działalność gangów, zamieszanych było w korupcyjne procedery oraz ścisłą współpracę z gangami.
W 2002 roku przeprowadzone zostało referendum, na mocy którego ludność odrzuciła propozycję odłączenia od Los Angeles obszarów doliny San Fernando i Hollywood.

## Geografia

### Topografia

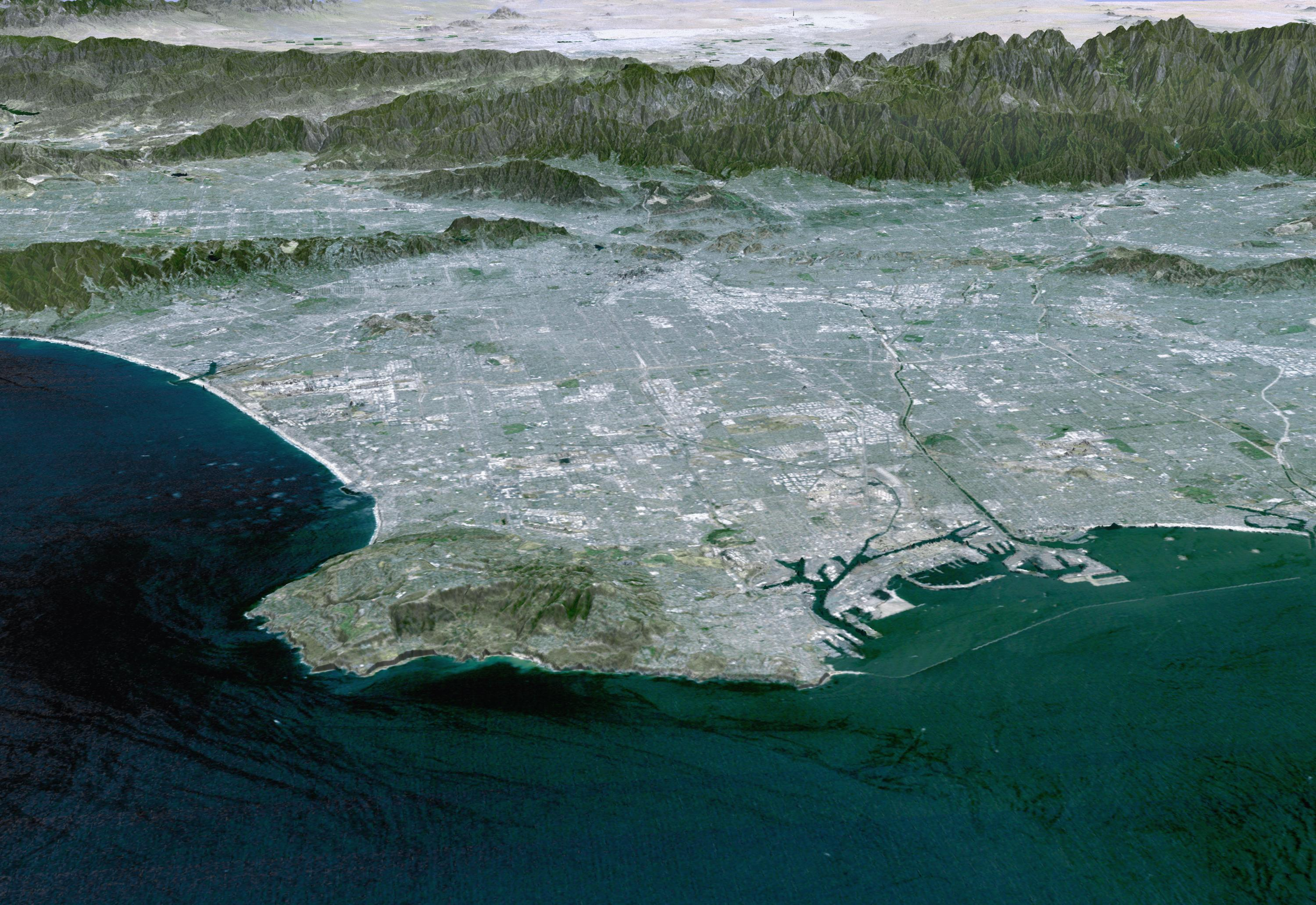
Los Angeles Basin

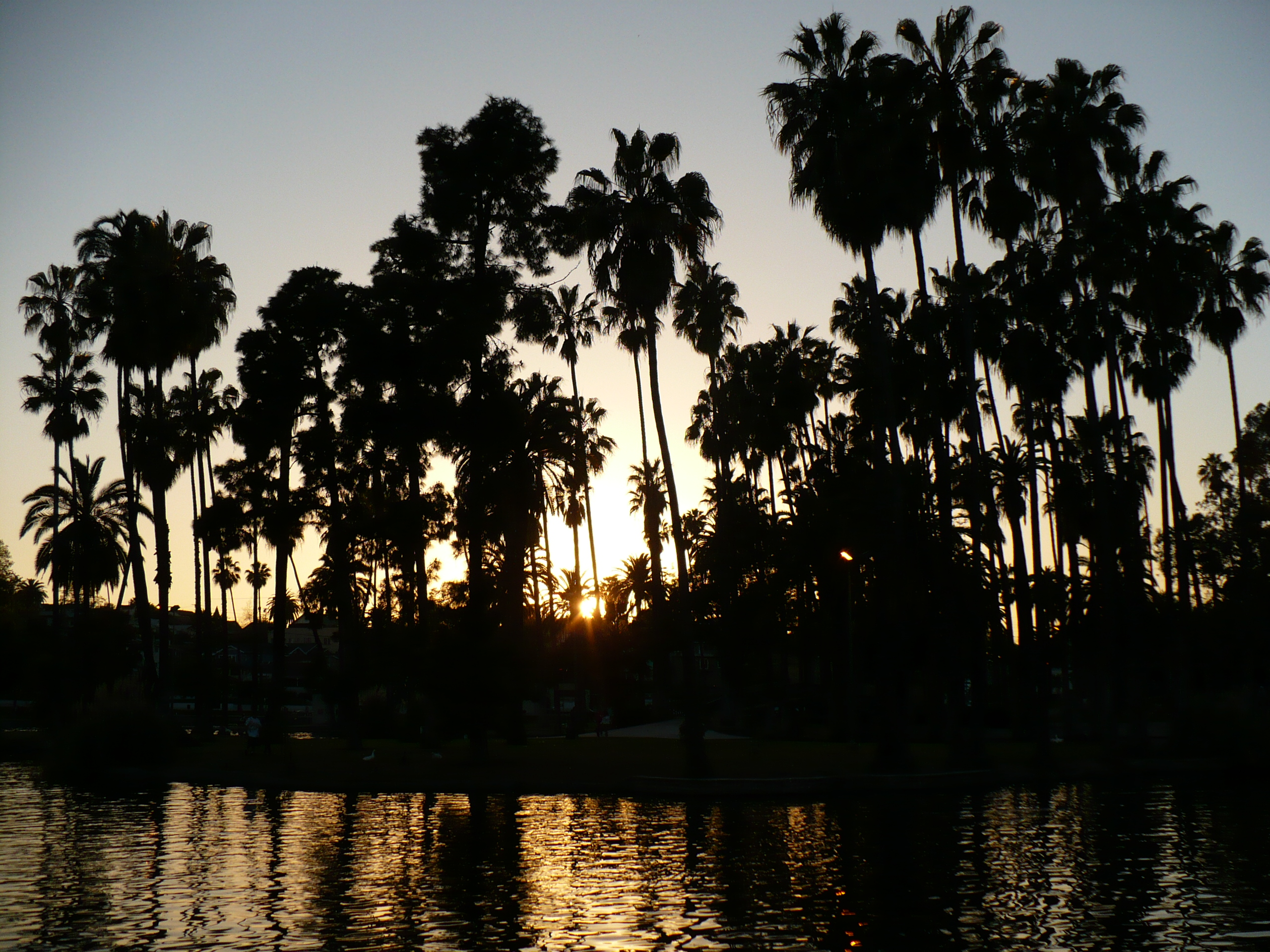
Porośnięty arekowatymi Echo Park

Los Angeles zajmuje łączną powierzchnię 1302 km², z czego 1214 km² to ląd, a 88 km² to wody. Miasto obejmuje zarówno płaskie, jak i pagórkowate tereny; najwyższym punktem Los Angeles jest góra Mount Lukens (1547 m n.p.m.) będąca częścią pasma górskiego San Gabriel, położona na północno-wschodnim krańcu doliny San Fernando. Część pasma górskiego Santa Monica rozciąga się od centrum miasta do Pacyfiku, oddzielając Los Angeles od doliny San Fernando. Pozostałe obszary górskie obejmują między innymi dzielnicę Mt. Washington na północ od śródmieścia, Boyle Heights i Crenshaw we wschodniej części Los Angeles, a także dystrykt San Pedro.
Głównym ciekiem wodnym w Los Angeles jest rzeka Los Angeles, w większości odcinków sezonowa. Bieg rzeki został niemalże w całości skorygowany przez Korpus Inżynieryjny Armii Stanów Zjednoczonych, który uczynił z niej kanał ochrony przeciwpożarowej. W wyniku tych działań rzeka Los Angeles płynie betonowymi kanałami. Bieg rzeki rozpoczyna się w dzielnicy Canoga Park, następnie przebiega na wschód od doliny San Fernando, wzdłuż północnego krańca gór Santa Monica, by w końcu kierować się na południe przez centrum miasta, dopływając do ujścia do Pacyfiku w porcie Long Beach. Zdecydowanie mniejsza rzeka, Ballona Creek, wpada natomiast do zatoki Santa Monica w Playa del Rey.
Obszar Los Angeles bogaty jest w rodzime gatunki roślin, częściowo ze względu na różnorodność siedlisk, a w tym plaże, bagna i góry. Najbardziej rozpowszechnione botaniczne środowiska, to przybrzeżne zarośla szałwii, które pokrywają chaparralowe wzgórza. Do rodzimych gatunków należą m.in.: pozłotka kalifornijska, Romneya, Heteromeles, Quercus agrifolia, Leymus condensatus oraz Helianthus nuttallii. Obecnie wiele z tychże gatunków, tak jak na przykład słoneczniki z Los Angeles (Helianthus nuttallii), są tak rzadkie, że uzyskały status rodzajów zagrożonych. Mimo iż nie jest gatunkiem rodzimym, oficjalnym drzewem Los Angeles jest drzewo koralowe (Erythrina caffra), zaś oficjalnym kwiatem miasta pozostaje strelicja królewska (Strelitzia reginae).
Obszar Los Angeles pełen jest również waszyngtonii robustych, waszyngtonii nitkowatych oraz daktylowców kanaryjskich, mimo że żaden z tych gatunków nie jest rodzimy dla Kalifornii Południowej.

### Geologia
Los Angeles często nawiedzane jest przez trzęsienia ziemi, jako że znajduje się w strefie tzw. pacyficznego pierścienia ognia. Geologiczna niestabilność przyczyniła się do wytworzenia szeregu uskoków, które powodują około 10 tysięcy trzęsień ziemi na tych obszarach rocznie. Jednym z najważniejszych jest uskok San Andreas, położony na granicy płyt pacyficznej i północnoamerykańskiej. Do największych i najtragiczniejszych w skutkach trzęsień ziemi w dziejach Los Angeles zaliczyć można: Northridge (1994), Whittier Narrows (1987), San Fernando (1971) oraz Long Beach (1933). Jednakże zdecydowana większość trzęsień ziemi ma niewielką siłę i jest nieodczuwalna dla mieszkańców. Części miasta narażone są także na tsunami; tereny portowe Los Angeles zostały zniszczone przez fale powstałe w wyniku trzęsienia ziemi w Chile z 1960 roku.

### Klimat
Los Angeles leży w strefie klimatu subtropikalnego typu śródziemnomorskiego (klasyfikacja Köppena – Csb na wybrzeżu, Csa na terenie śródlądowym), na pograniczu klimatu półpustynnego (Bsk). Zdecydowana większość dni w roku w Los Angeles jest słoneczna, ze średnią zaledwie 35 dni z wymiernymi opadami na rok.
Średnia roczna temperatura w centrum Los Angeles wynosi 24 °C w ciągu dnia i 14 °C nocą. W najchłodniejszym miesiącu, czyli styczniu, temperatura waha się zazwyczaj w granicach od 15 do 23 °C w ciągu dnia i od 7 do 13 °C w nocy. Z kolei w najcieplejszym miesiącu, sierpniu, temperatura waha się zazwyczaj w granicach od 26 do 32 °C w ciągu dnia i około 18 °C nocą. W czasie kilkunastu dni w roku temperatura w Los Angeles przekracza 32 °C (90 °F); zazwyczaj jest to średnio jeden dzień kwietnia, maja, czerwca i listopada, trzy dni lipca, sierpnia i października, a także średnio pięć dni września. Temperatury ulegają silnym wahaniom w ciągu dnia; na obszarach w głębi lądu średnie różnice w dziennej temperaturze wynoszą powyżej 17 °C. Średnia roczna temperatura oceanu na wybrzeżach Kalifornii wynosi 17 °C i waha się od 14 °C w styczniu do 20 °C w sierpniu. Najwyższą temperaturę w Los Angeles odnotowano 27 września 2010 roku i wyniosła ona wówczas 45 °C, zaś najniższą 22 grudnia 1944 roku, kiedy to sięgnęła –4 °C. W ciągu roku w Los Angeles notuje się ponad 3,2 tysiąca godzin słonecznych, ze średnią 7 godzin słonecznych na dzień w grudniu oraz 12 godzin słonecznych na dzień w lipcu.
Obszar Los Angeles jest miejscem występowania zjawiska typowego dla mikroklimatu, powodującego skrajne wahania temperatury na położonych nieopodal siebie terenach. Dla przykładu, średnia maksymalna temperatura lipcowa w Santa Monica Pier nad oceanem to 24 °C, zaś w Canoga Park w głąb lądu wynosi w tym samym okresie 35 °C. Miasto, podobnie jak duża część południowego wybrzeża Kalifornii, wiosną/na początku lata podlega ponadto zjawisku tzw. „June Gloom”. Charakteryzuje się ono porannymi zachmurzeniami lub mgłami, które znikają w przedpołudnia, ustępując miejsca słonecznemu, bezchmurnemu niebu.
W centrum Los Angeles odnotowuje się średnio tylko 384,6 mm opadów rocznie, z czego większość w okresie od grudnia do kwietnia. Na ogół opady deszczu mają charakter umiarkowany; z drugiej strony, podczas burz zimowych, często występują zarówno silne opady deszczu, jak i burze. Ilość opadów na wybrzeżu jest nieco mniejsza, niż na obszarach górskich Los Angeles. Śnieg na terenie śródmieścia jest zjawiskiem niezwykle rzadkim; wyjątek stanowią znajdujące się w granicach administracyjnych Los Angeles góry, które są zazwyczaj każdej zimy okryte pokrywą śnieżną. Największe opady śniegu w centrum Los Angeles miały miejsce w 1932 roku, kiedy to wyniosły 5 cm.
| Miesiąc                                                                             | Sty  | Lut  | Mar  | Kwi  | Maj  | Cze  | Lip  | Sie  | Wrz  | Paź  | Lis  | Gru  | Roczna |
| ----------------------------------------------------------------------------------- | ---- | ---- | ---- | ---- | ---- | ---- | ---- | ---- | ---- | ---- | ---- | ---- | ------ |
| Średnie temperatury w dzień [°C]                                                    | 20,0 | 20,0 | 21,1 | 22,4 | 23,2 | 25,1 | 27,8 | 28,9 | 28,3 | 25,9 | 22,7 | 19,7 | 23,8   |
| Średnie dobowe temperatury [°C]                                                     | 14,7 | 15,0 | 16,2 | 17,6 | 18,8 | 20,7 | 22,9 | 23,7 | 23,1 | 20,7 | 17,2 | 14,3 | 18,8   |
| Średnie temperatury w nocy [°C]                                                     | 9,4  | 10,0 | 11,3 | 12,7 | 14,5 | 16,3 | 18,2 | 18,6 | 17,9 | 15,5 | 11,7 | 9,0  | 13,8   |
| Opady [mm]                                                                          | 84   | 92   | 57   | 18   | 8    | 2    | 0    | 0    | 3    | 15   | 20   | 63   | 362    |
| Średnia liczba dni deszczowych                                                      | 6,1  | 6,3  | 5,1  | 2,8  | 1,9  | 0,5  | 0,4  | 0,1  | 0,4  | 2,2  | 2,8  | 5,5  | 34,1   |
| Średnie usłonecznienie [h]                                                          | 225  | 223  | 267  | 304  | 276  | 276  | 364  | 350  | 279  | 255  | 217  | 219  | 3254   |
| Źródło: NOAA (liczba dni z opadami dla wartości 0,3 mm, 17 km od oceanu, 1991-2020) |      |      |      |      |      |      |      |      |      |      |      |      |        |

| Miesiąc                                                                         | Sty  | Lut  | Mar  | Kwi  | Maj  | Cze  | Lip  | Sie  | Wrz  | Paź  | Lis  | Gru  | Roczna |
| ------------------------------------------------------------------------------- | ---- | ---- | ---- | ---- | ---- | ---- | ---- | ---- | ---- | ---- | ---- | ---- | ------ |
| Średnie temperatury w dzień [°C]                                                | 19,1 | 18,7 | 18,9 | 20,1 | 20,8 | 22,2 | 23,9 | 24,8 | 24,7 | 23,6 | 21,6 | 18,9 | 21,4   |
| Średnie dobowe temperatury [°C]                                                 | 14,4 | 14,4 | 15,1 | 16,2 | 17,6 | 19,1 | 20,9 | 21,5 | 21,2 | 19,5 | 16,8 | 14,2 | 17,6   |
| Średnie temperatury w nocy [°C]                                                 | 9,7  | 10,1 | 11,2 | 12,3 | 14,2 | 16,1 | 17,8 | 18,2 | 17,6 | 15,4 | 12,1 | 9,5  | 13,7   |
| Opady [mm]                                                                      | 73   | 76   | 44   | 15   | 7    | 2    | 1    | 0    | 3    | 12   | 21   | 57   | 311    |
| Średnia liczba dni deszczowych                                                  | 6,1  | 6,3  | 5,6  | 2,6  | 1,7  | 0,5  | 0,5  | 0,1  | 0,5  | 2,0  | 3,2  | 5,4  | 34,5   |
| Źródło: NOAA (liczba dni z opadami dla wartości 0,3 mm, nad oceanem, 1991-2020) |      |      |      |      |      |      |      |      |      |      |      |      |        |

| Miesiąc                                                                             | Sty  | Lut  | Mar  | Kwi  | Maj  | Cze  | Lip  | Sie  | Wrz  | Paź  | Lis  | Gru  | Roczna |
| ----------------------------------------------------------------------------------- | ---- | ---- | ---- | ---- | ---- | ---- | ---- | ---- | ---- | ---- | ---- | ---- | ------ |
| Średnie temperatury w dzień [°C]                                                    | 20,1 | 20,7 | 22,6 | 24,6 | 25,7 | 28,7 | 31,7 | 32,9 | 32,2 | 28,3 | 23,7 | 19,6 | 25,9   |
| Średnie dobowe temperatury [°C]                                                     | 13,8 | 14,3 | 15,8 | 17,4 | 18,9 | 21,5 | 24,2 | 25,1 | 24,3 | 20,9 | 16,7 | 13,3 | 18,9   |
| Średnie temperatury w nocy [°C]                                                     | 7,5  | 7,8  | 9,1  | 10,3 | 12,2 | 14,3 | 16,7 | 17,3 | 16,4 | 13,5 | 9,8  | 7,1  | 11,8   |
| Opady [mm]                                                                          | 115  | 131  | 77   | 28   | 12   | 5    | 2    | 1    | 6    | 21   | 28   | 85   | 510    |
| Źródło: NOAA (liczba dni z opadami dla wartości 0,3 mm, 35 km od oceanu, 1991-2020) |      |      |      |      |      |      |      |      |      |      |      |      |        |

| Sty  | Lut  | Mar  | Kwi  | Maj  | Cze  | Lip  | Sie  | Wrz  | Paź  | Lis  | Gru  | Rok  |
| ---- | ---- | ---- | ---- | ---- | ---- | ---- | ---- | ---- | ---- | ---- | ---- | ---- |
| 14,6 | 14,8 | 14,6 | 15,1 | 16,7 | 18,4 | 19,9 | 19,9 | 19,3 | 18,1 | 16,9 | 15,7 | 17,0 |

## Demografia
Według danych spisu powszechnego z 2010 roku, populacja Los Angeles liczyła 3 792 621 mieszkańców. Gęstość zaludnienia wynosiła 2913/km². Kompozycja rasowa mieszkańców prezentowała się następująco: 1 888 158 (49,8%) stanowili przedstawiciele rasy białej, 365 118 (9,6%) było Afroamerykanami, 28 215 (0,7%) miało pochodzenie indiańskie, 426 959 (11,3%) miało korzenie azjatyckie, 5577 (0,1%) stanowili przybysze z wysp Pacyfiku, 902 959 (23,8%) reprezentowało inne rasy, zaś 175 635 (4,6%) było przedstawicielami co najmniej dwóch ras.
Osoby rasy białej, nie-latynoskiej stanowiły w 2010 roku zaledwie 28,7% mieszkańców miasta, podczas gdy w 1940 roku reprezentowali oni 86,3% społeczeństwa. Los Angeles zamieszkiwały w 2010 roku 1 838 822 (48,5%) osoby o latynoskim pochodzeniu. Wśród nich 31,9% stanowili Amerykanie pochodzenia meksykańskiego, 6% Amerykanie pochodzenia salwadorskiego, zaś 3,6% Amerykanie pochodzenia gwatemalskiego.
Według cenzusu, 3 708 020 osób (97,8% populacji) zamieszkiwało gospodarstwa domowe, 58 186 (1,5%) żyło w nie-zinstytucjonalizowanych kwartałach grupowych, zaś 26 415 (0,7%) w zinstytucjonalizowanych kwartałach grupowych.
Według kryterium wiekowego, populacja Los Angeles w 2010 roku liczyła 874 525 osób (23,1%) w wieku poniżej 18 lat, 434 478 mieszkańców (11,5%) w przedziale 18-24, 1 209 367 osób (31,9%) w wieku 25-44, 877 555 mieszkańców (23,1%) w przedziale 45-64 oraz 396 696 osób (10,5%), które ukończyły co najmniej 65 lat. Mediana wieku wynosiła 34,1 lata. Na każde 100 kobiet przypadało 99,2 mężczyzny, a na każde 100 kobiet w wieku co najmniej 18 lat przypadało 97,6 mężczyzny.
W Los Angeles istniało 1 413 995 gospodarstw domowych – co stanowiło wzrost w stosunku do 1 298 350 w okresie 2005–2009, ze średnią gęstością występowania 1086/km². 503 863 (38,2%) z gospodarstw domowych zamieszkiwanych było przez ich właścicieli, natomiast 814 305 (61,8%) było zajętych przez najemców.
Zgodnie z danymi spisu powszechnego z 2000 roku, 39,6% gospodarstw domowych zamieszkiwanych było przez małżeństwa osób przeciwnych płci, 14,9% z nich prowadzonych było samodzielnie przez kobiety (bez obecnego męża), zaś 6,7% prowadzonych było samodzielnie przez mężczyzn (bez obecnej żony). Cenzus wyróżnił ponadto 90 139 par przeciwnej płci, które mieszkały razem, a także 15 492 związki partnerskie/małżeństwa osób tej samej płci.
Według danych z okresu 2006–2008, wśród mieszkańców Los Angeles o europejskich korzeniach dominowały następujące miejsca pochodzenia:
- niemieckie: 4,5% (170 483)
- irlandzkie: 3,9% (146 658)
- angielskie: 3,5% (129 684)
- włoskie: 2,8% (100 145)
- rosyjskie: 2,6% (98 737)
- polskie: 1,6% (59 774)
- francuskie: 1,2% (45 127)
- szkockie: 0,8% (28 931)
- szwedzkie: 0,6% (23 227)
- szkocko-irlandzkie: 0,6% (22 651)

Los Angeles zamieszkiwane jest przez ludzi z ponad 140 krajów, którzy posługują się 224 językami świata. Etniczne enklawy w postaci m.in.: Chinatown, Koreatown czy Little Tokyo dopełniają wizji Los Angeles jako miasta multikulturowego.
Według danych Brookings Institution, metropolia Los Angeles liczyła w 2014 roku 13 220 970 mieszkańców. Według danych Demografia, zespół miejski Los Angeles liczył w 2018 roku 15 620 000 mieszkańców. Według danych PopulationData (World Gazetteer), zespół miejski Los Angeles liczył w 2017 roku 18 788 800 mieszkańców.

## Podział miasta
Los Angeles dzieli się na ponad 80 dzielnic i osiedli; wiele z nich stanowią wchłonięte przez miasto obszary niemunicypalne i municypalne. Ważną rolę w tej materii odgrywa Greater Los Angeles, w skład którego wchodzi szereg enklaw oraz pobliskich sąsiedztw. Generalnie wyróżnić można następujące sekcje miasta: Downtown Los Angeles, East Los Angeles i Northeast Los Angeles, South Los Angeles, Harbor Area, Greater Hollywood, Wilshire, Westside, a także doliny San Fernando i Crescenta.
Do najbardziej znanych dzielnic Los Angeles należą m.in.: West Adams, Compton, Watts, Leimert Park, Baldwin Hills, Venice, Financial District, Los Feliz, Silver Lake, Hollywood, Koreatown, Westwood oraz zamożne dystrykty: Bel Air, Benedict Canyon, Hollywood Hills, Hancock Park, Pacific Palisades, Century City i Brentwood.

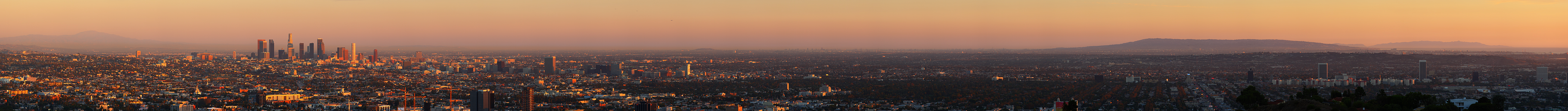
Panorama Los Angeles widziana z Mulholland Drive. Od lewej do prawej: Góry Santa Ana, centrum, Hollywood, Wilshire Boulevard, Port of Los Angeles, Palos Verdes Peninsula, Santa Catalina Island i Los Angeles International Airport

### Najważniejsze budynki
Do najważniejszych obiektów na terenie Los Angeles zaliczyć można m.in.: Walt Disney Concert Hall, Dolby Theatre, Obserwatorium Griffitha, Getty Center, Getty Villa, Los Angeles Memorial Coliseum, Los Angeles County Museum of Art, Grauman’s Chinese Theatre, Hollywood Sign, Bradbury Building, Hollywood Boulevard, Capitol Records Building, Los Angeles City Hall, Hollywood Bowl, Theme Building, Watts Towers, Staples Center, Dodger Stadium, a także La Placita Olvera/Olvera Street.

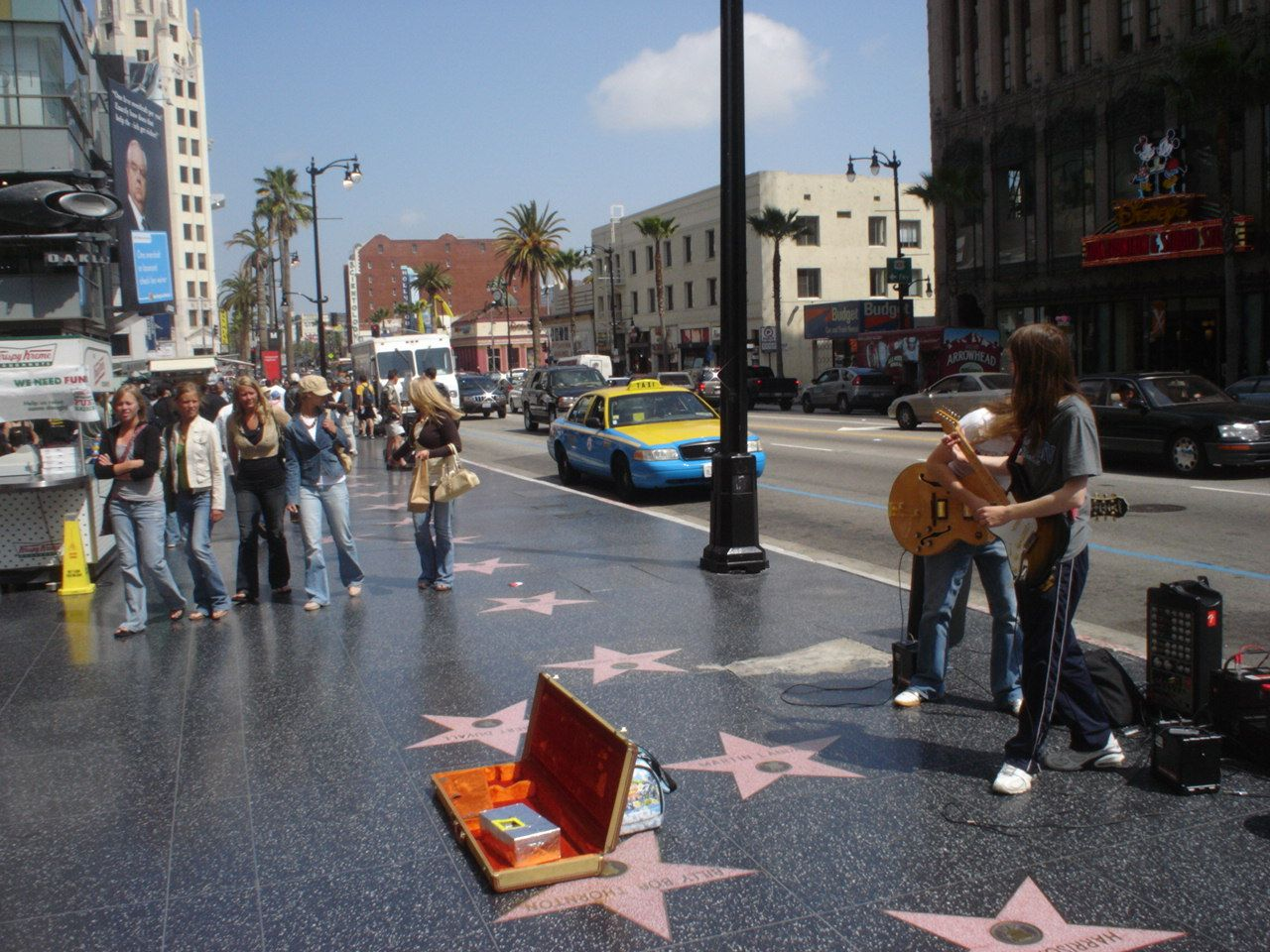
Aleja Sław na Hollywood Blvd
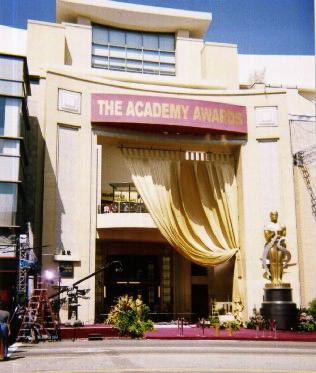
Dolby Theatre
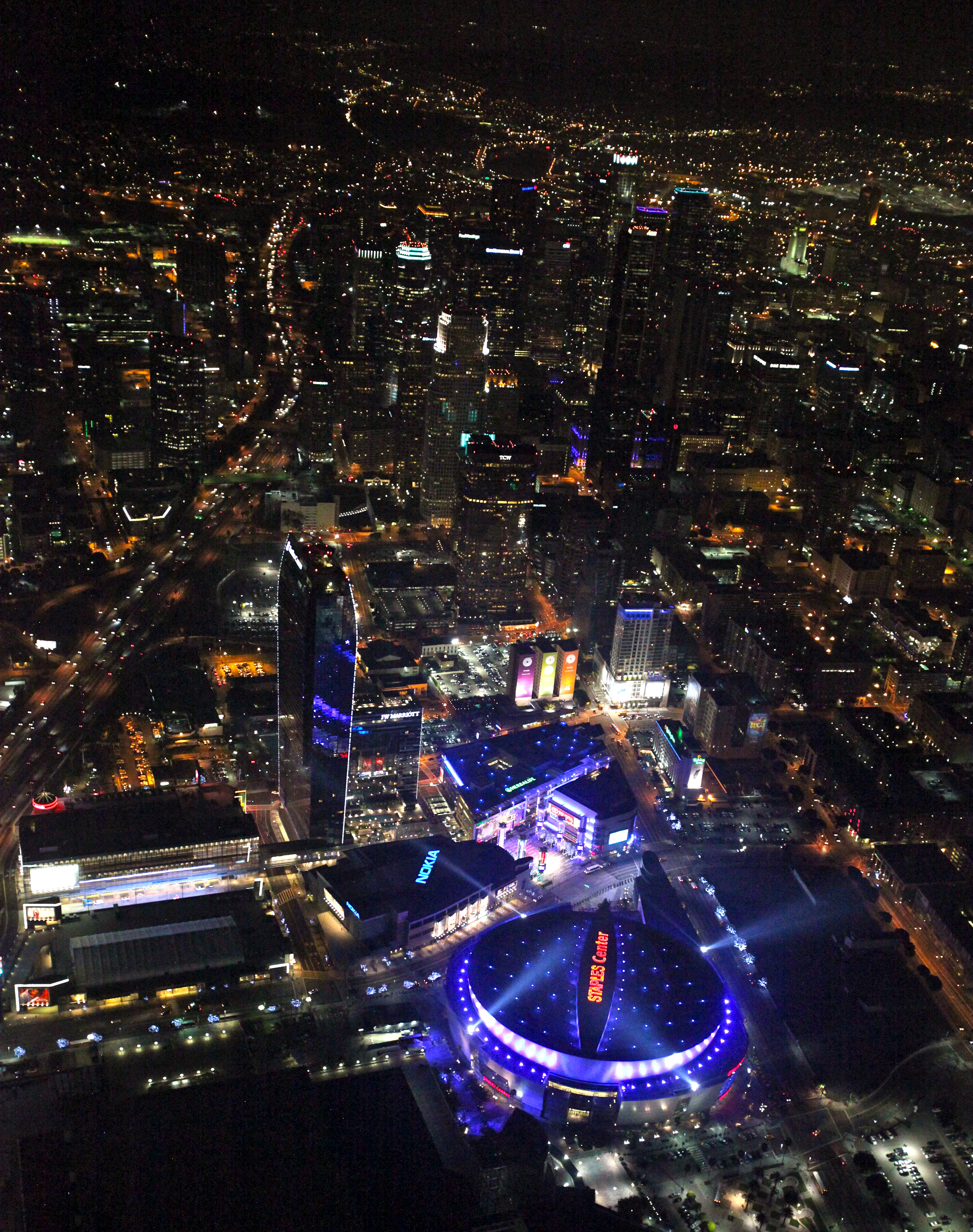
L.A. Live(inne języki)
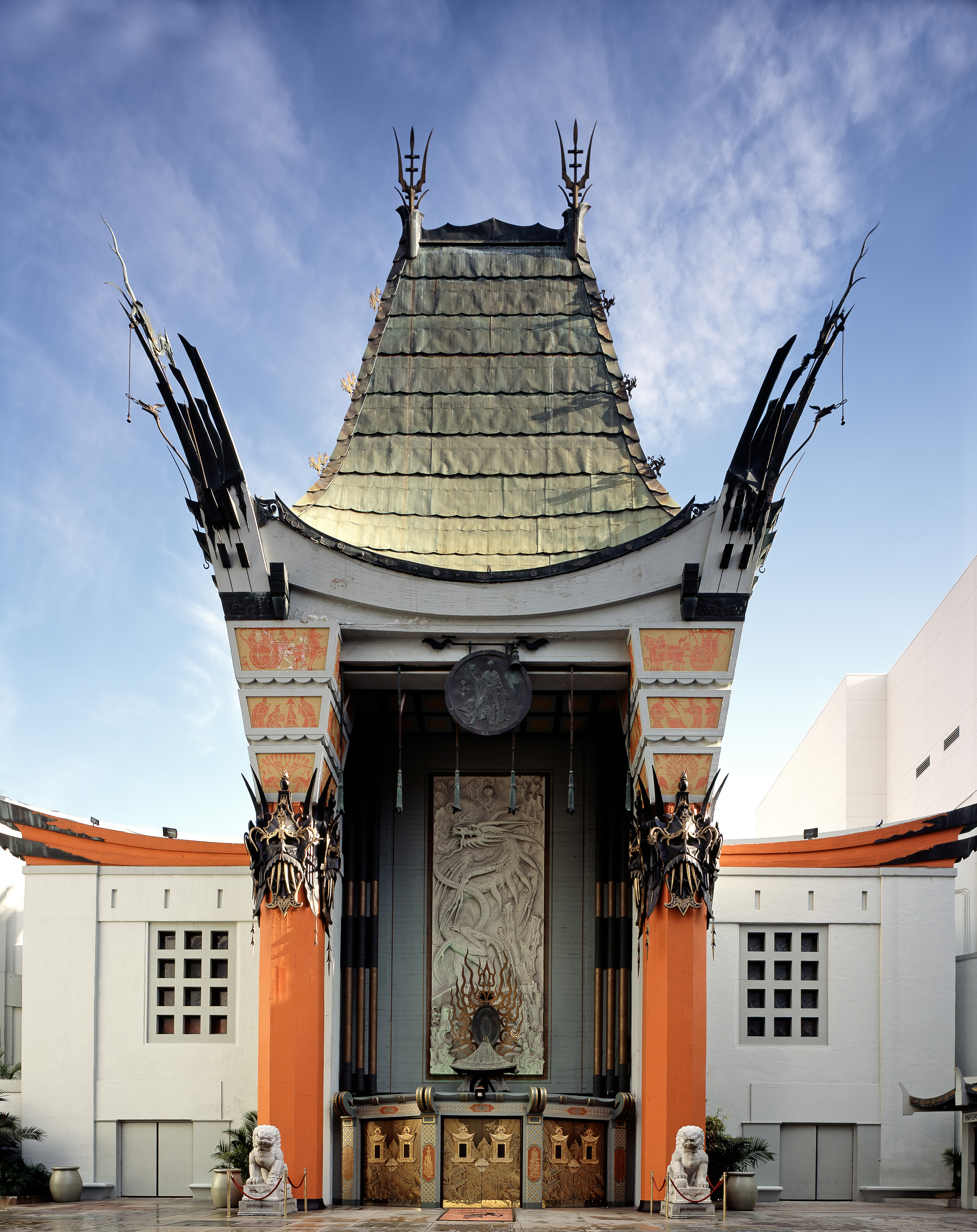
Grauman’s Chinese Theatre
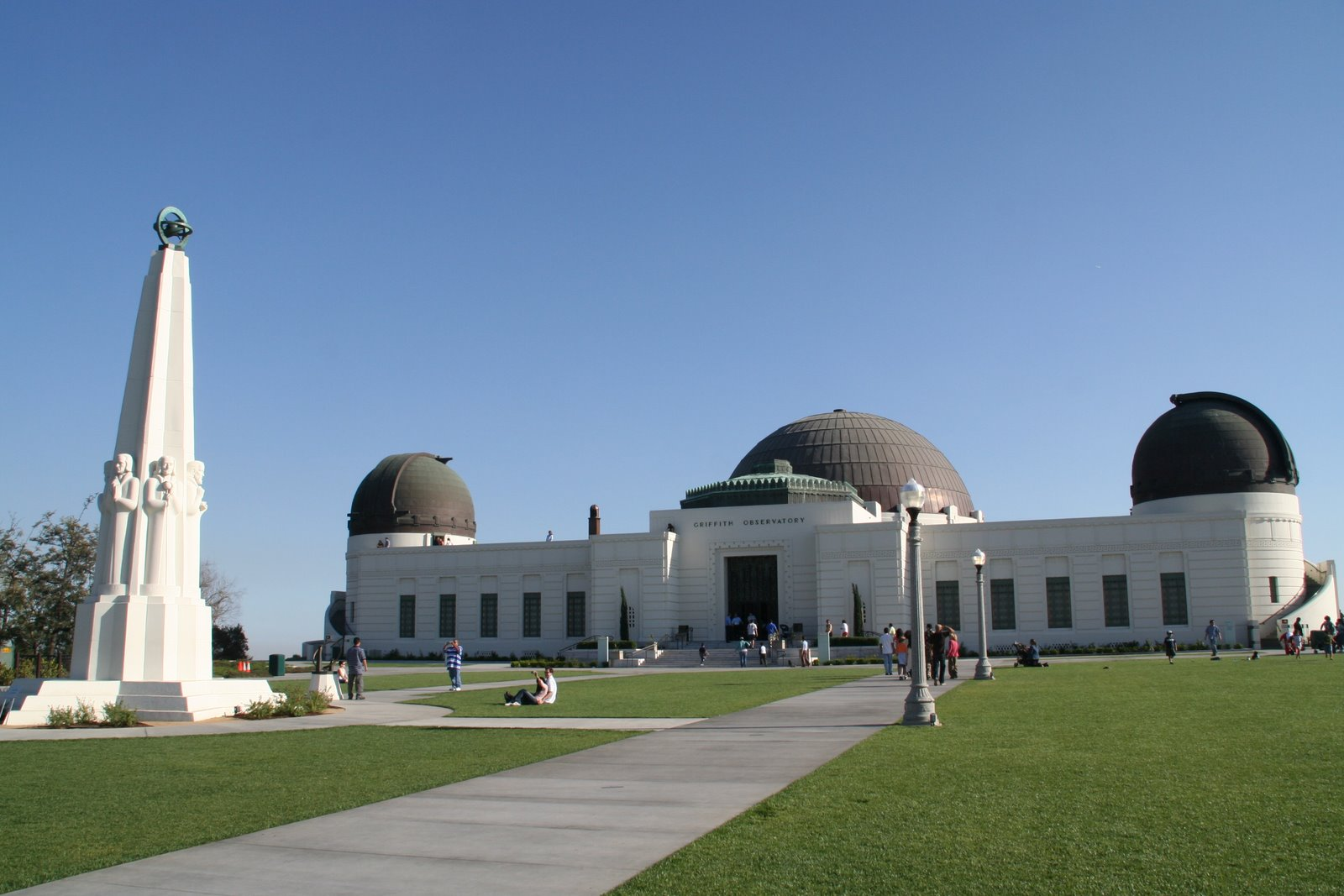
Obserwatorium Griffitha(inne języki)
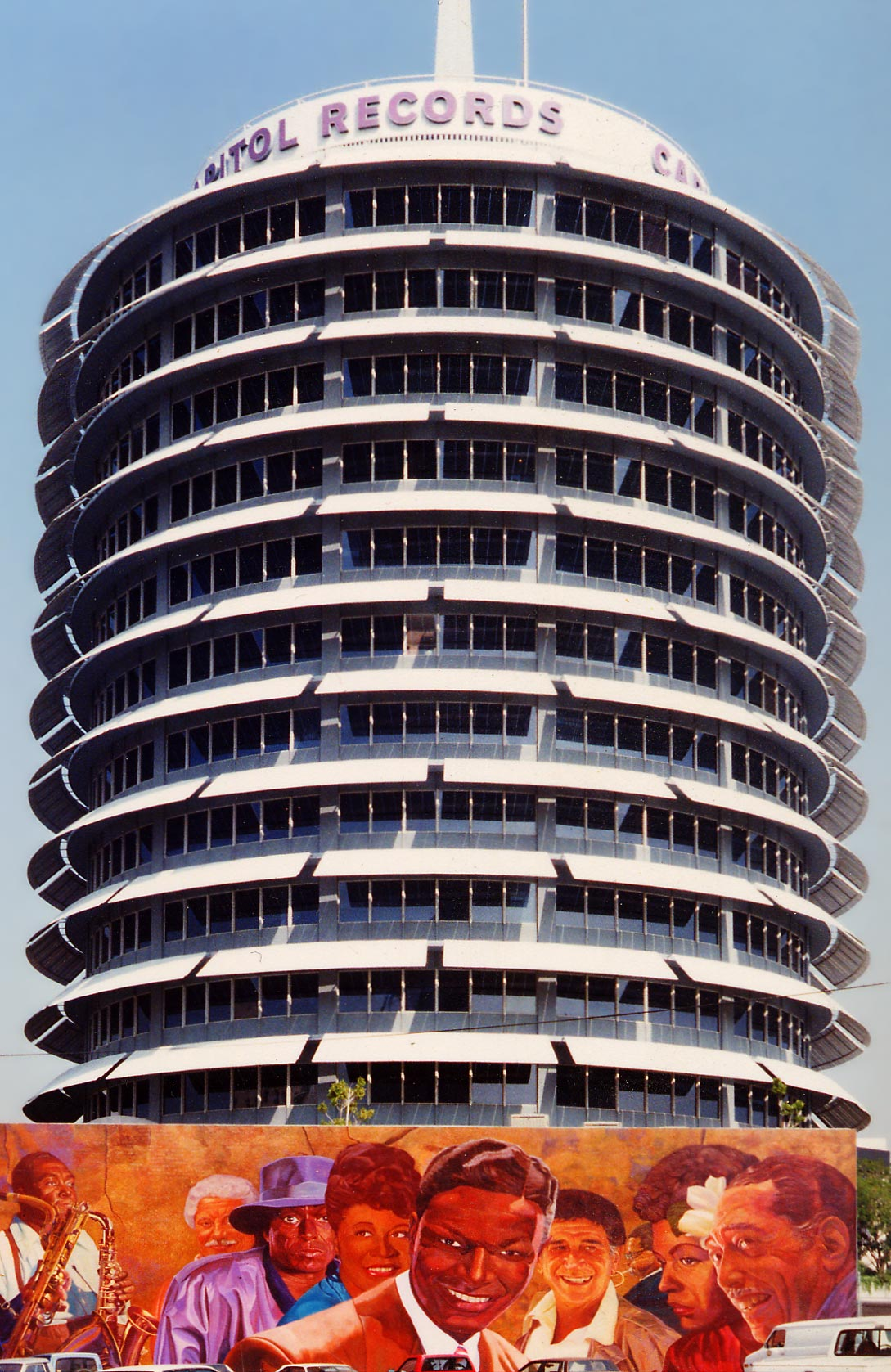
Capitol Records Building(inne języki)
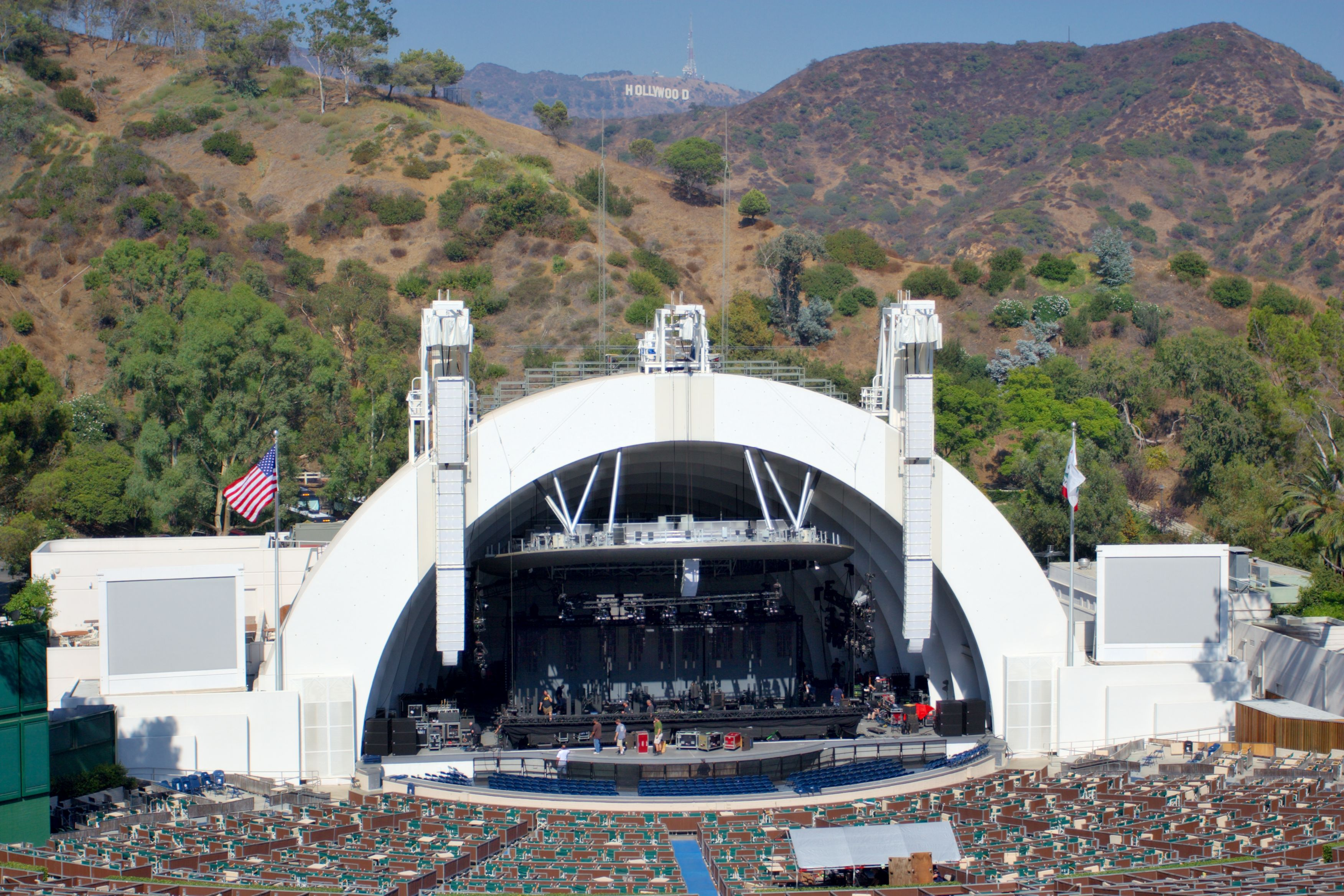
Hollywood Bowl
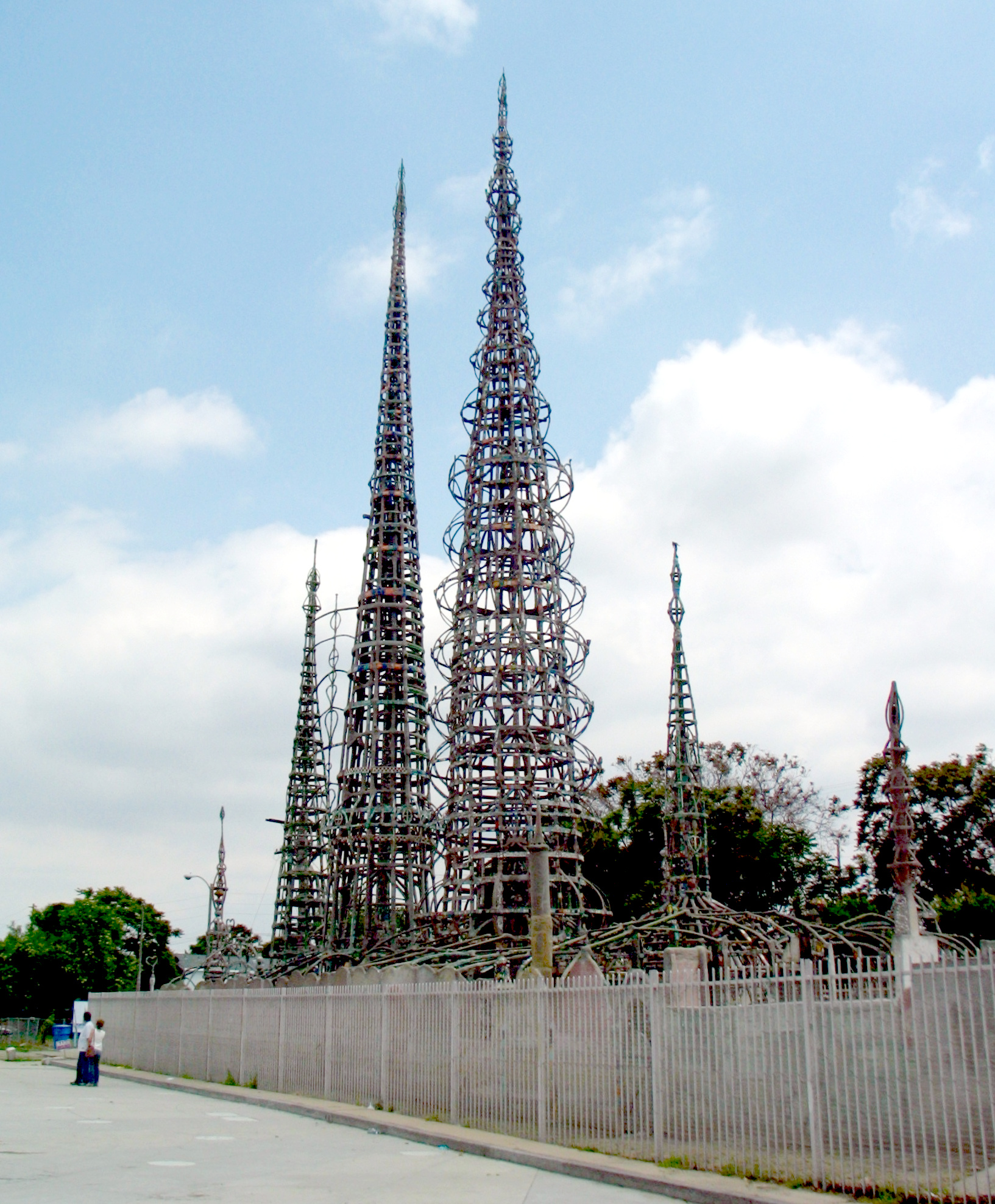
Watts Towers

## Gospodarka

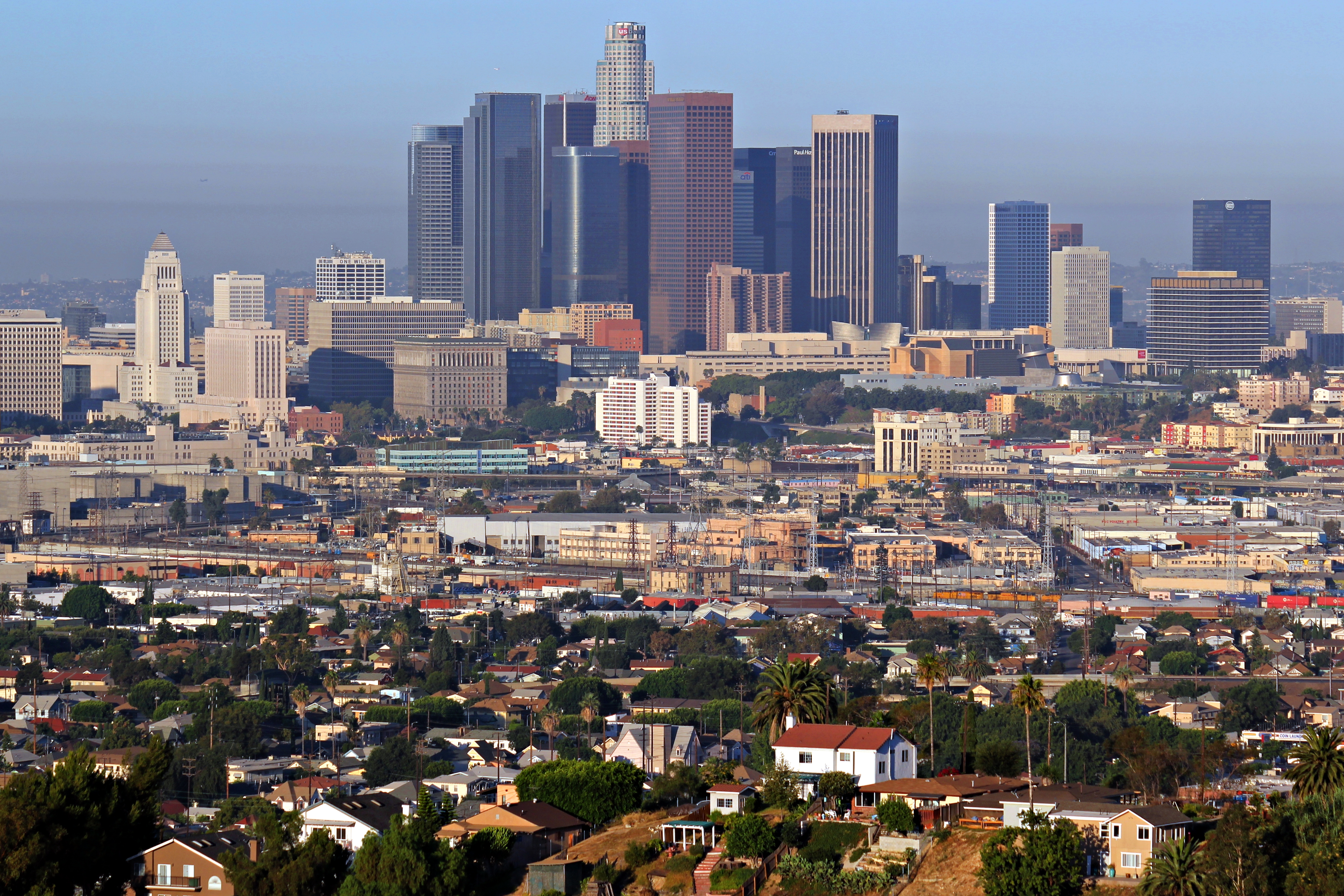
Centrum Los Angeles

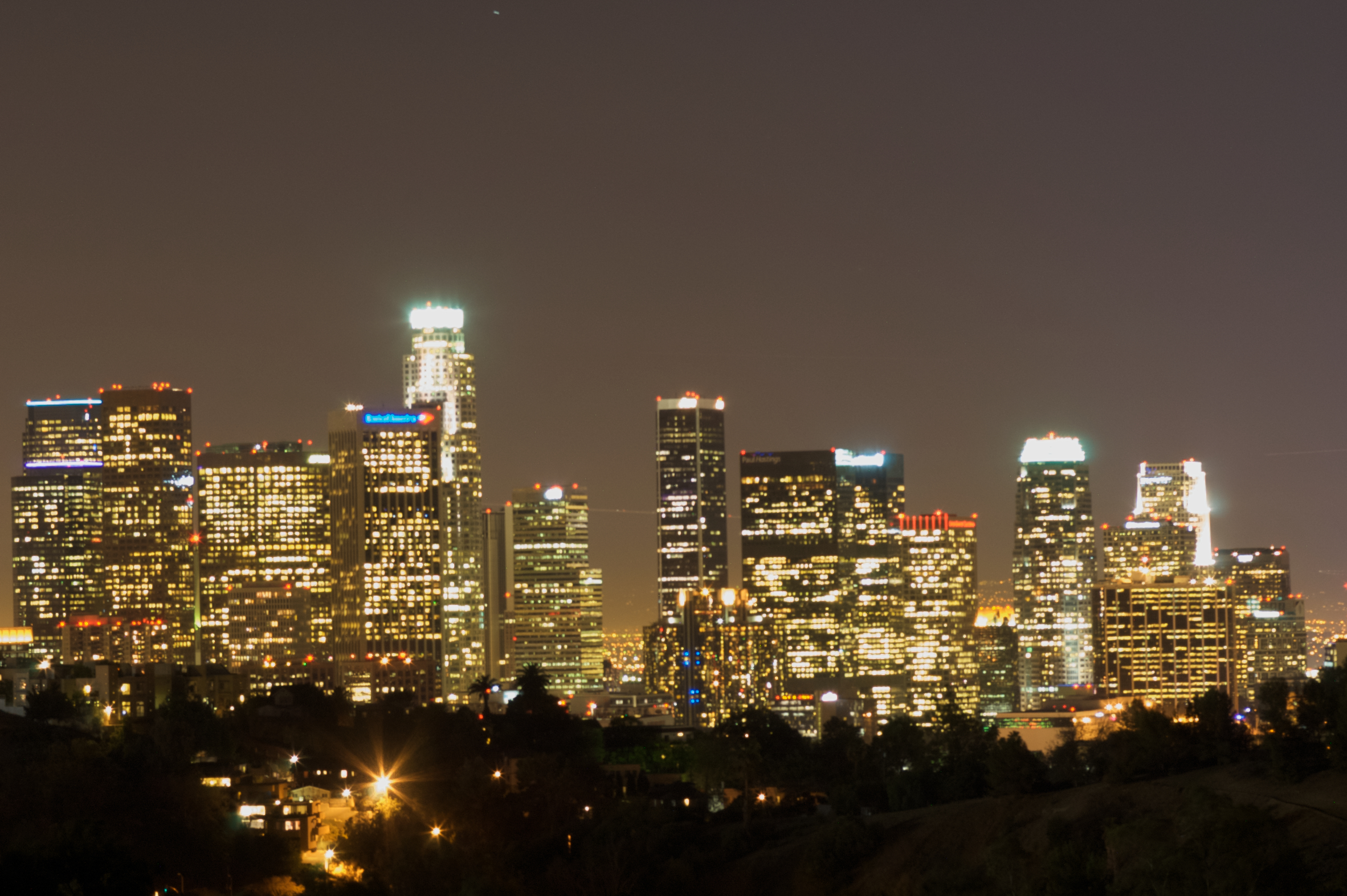
W dystrykcie finansowym Los Angeles swoje biura mają m.in.: Ernst & Young, Manulife Financial, Bank of America, Deloitte oraz KPMG

Do filarów gospodarki Los Angeles należą: handel międzynarodowy, branża rozrywkowa (film, telewizja, muzyka, gry wideo), przemysł lotniczy i naftowy, technologia, moda oraz turystyka. Miasto stanowi centrum przemysłowe zachodniej części Stanów Zjednoczonych. Do innych znaczących branż w Los Angeles zaliczyć można produkcję medialną, finanse, telekomunikację, służbę zdrowia i transport. Porty w Los Angeles i Long Beach są 5. najbardziej ruchliwymi portami morskimi na świecie i jednocześnie najważniejszymi przystaniami zachodniej półkuli oraz kluczowym ośrodkiem handlu wśród państw basenu Oceanu Spokojnego. Obszar metropolitalny Los Angeles-Long Beach-Santa Ana wytwarza produkt miejski brutto o wartości 735,7 miliarda dolarów (2010), czyniąc z tegoż miasta 3. największe centrum gospodarcze świata, ustępując jedynie metropoliom Tokio i Nowego Jorku. Uznając Greater Los Angeles za państwo, byłaby to 15. największa gospodarka świata ze względu na nominalne PKB. Grupa badawcza z angielskiego Loughborough University uznała w 2010 roku Los Angeles za metropolię globalną.
W Los Angeles znajdują się główne siedziby siedmiu korporacji z listy Fortune 500: koncernu technologicznego i obronnego Northrop Grumman, korporacji wydobywającej surowce naturalne Occidental Petroleum, ubezpieczyciela zdrowotnego Health Net, korporacji zajmującej się dystrybucją metali Reliance Steel & Aluminum, dostarczającego technicznego wsparcia przedsiębiorstwa AECOM, działającego na rynku nieruchomości CBRE Group, a także kontraktora budowlanego Tutor Perini.
Do innych korporacji, których siedziby znajdują się w Los Angeles należą m.in.: California Pizza Kitchen, Capital Group, Capstone Turbine, The Cheesecake Factory, Cathay Bank, City National Bank, The Coffee Bean & Tea Leaf, DeviantArt, Far East National Bank, Farmers Insurance Group, Fox Entertainment Group, Gibson, Dunn & Crutcher, Guess, Hanmi Bank, Herbalife, Houlihan Lokey, J2 Global Communications, The Jim Henson Company, KB Home, Korn/Ferry, Latham & Watkins, Mercury Insurance Group, Oaktree Capital Management, O’Melveny & Myers; Paul, Hastings, Janofsky & Walker, Premier America, Premiere Radio Networks, Rentech, Roll International, Sunkist, The TCW Group, Tokyopop, Triton Media Group, United Online i VCA Antech.
Równie wiele korporacji posiada swoje siedziby na obszarze metropolitalnym Los Angeles; część z nich opuściła teren administracyjny miasta, by uniknąć wysokich podatków i wysokiego współczynnika przestępczości, przy jednoczesnym utrzymaniu korzyści wynikających z pobliskiego sąsiedztwa Los Angeles.
W 2018 roku zostało zakwalifikowane na 17. miejscu wśród centrów finansowych świata.
University of Southern California (USC) jest największym pracodawcą sektora prywatnego w Los Angeles, przynosząc lokalnej gospodarce 4 miliardy dolarów zysków rocznie.
Według raportu finansowego z 2010 roku, w 2009 roku czołowa dziesiątka pracodawców w mieście składała się odpowiednio z: urzędu miasta Los Angeles, urzędu hrabstwa Los Angeles, University of California, University of Southern California, Cedars-Sinai Medical Center, Kaiser Permanente, Fox Entertainment Group, Farmers Insurance Group, TeamOne oraz Northrop Grumman.

## Transport

### Transport drogowy
Miasto, a także pozostałe części obszaru metropolitalnego Los Angeles obsługiwane są przez rozbudowaną sieć dróg i autostrad. W 2005 roku Texas Transportation Institute uznał Los Angeles za miasto o najbardziej zatłoczonym ruchu drogowym w Stanach Zjednoczonych, mierzonym przez średni czas opóźnień, jaki w skali roku osiągają jego mieszkańcy. Według raportu TTI, przeciętny mieszkaniec doświadczył w sumie 72 godzin opóźnień spowodowanych ruchem drogowym w skali rocznej. Kolejne miejsca na tejże liście zajęły San Francisco/Oakland, Waszyngton i Atlanta (każde po 60 godzin opóźnień). Mimo zatłoczenia, średni czas podróży po Los Angeles jest mniejszy, niż w innych wielkich miastach, w tym w Nowym Jorku, Filadelfii i Chicago. W 2006 roku przeciętny mieszkaniec Los Angeles spędzał 29,2 minuty w drodze do pracy; podobny wynik zanotowano w San Francisco i Waszyngtonie.
Wśród najważniejszych autostrad, które łączą Los Angeles z pozostałymi miastami są m.in.: Interstate 5, która biegnie na południe, przez San Diego, do Tijuana w Meksyku, a następnie na północ, przez Sacramento, Portland i Seattle, aż do granicy amerykańsko-kanadyjskiej; Interstate 10, prowadząca z zachodu na wschód, z wybrzeża do wybrzeża; U.S. Route 101, która biegnie przy zachodnim wybrzeżu państwa, od Los Angeles, przez San Jose, do San Francisco.
W latach dwudziestych i czterdziestych XX wieku na ulicach Los Angeles rozkwitł nowy styl architektury mimetycznej i programowej ze względu na popularność samochodów. Architektura przydrożna była reklamą dla kierowców samochodów.

### Transport zbiorowy

Schemat linii metra, lekkiej kolei i szybkiej komunikacji autobusowej w Los Angeles wiosną 2012 roku

System linii autobusowych, metra oraz lekkiej kolei na terenie hrabstwa Los Angeles zarządzany jest przez Los Angeles County Metropolitan Transportation Authority i kilka innych agencji. We wrześniu 2011 roku łączna liczba miesięcznych przejazdów środków miejskiego transportu wyniosła 38,8 miliona. Większość z nich (30,5 miliona) wykonały autobusy – jest to jednocześnie 2. pod względem wykonywanej liczby przejazdów miejski system autobusowy w Stanach Zjednoczonych. W 2005 roku nieco ponad 10% mieszkańców Los Angeles korzystało z jakichkolwiek form transportu masowego.
Metro w Los Angeles jest 9. najbardziej ruchliwym systemem w Stanach Zjednoczonych, zaś kolej „lekka” jest 2. najpopularniejszą strukturą tego typu w skali państwa pod względem liczby użytkowników. Metro w Los Angeles składa się z dwóch linii: Czerwonej i Fioletowej, zaś transport lekką koleją obejmuje linie Złotą, Niebieską i Zieloną oraz Expo. W roku 2016 planuje się ukończenie drugiego odcinka Expo Line, z Culver City do Santa Monica, który obecnie jest w fazie konstrukcji. W mieście działają Metro Orange Line i Metro Silver Line, czyli linie w ramach systemu szybkich autobusów; przystanki oraz częstotliwość kursów są zbliżone do podróżowania lekką koleją. W centrum Los Angeles, w dzielnicy Bunker Hill, działa ponadto linia kolei linowo-terenowej, znana jako Angels Flight. W Los Angeles funkcjonuje również linia tramwajowa w dzielnicy Fairfax District łącząca Farmers Market z The Grove i obsługiwana przez tramwaj akumulatorowy. Los Angeles stanowi również centrum systemu kolei podmiejskiej Metrolink, która łączy Los Angeles z przedmieściami i wszystkimi pobliskimi hrabstwami.
Poza usługami ze strony Metrolink i Los Angeles County Metropolitan Transportation Authority, Los Angeles obsługiwane jest przez międzymiastowe połączenia pociągowe Amtrak. Dworzec główny, Union Station, znajduje się na północ od centrum miasta.

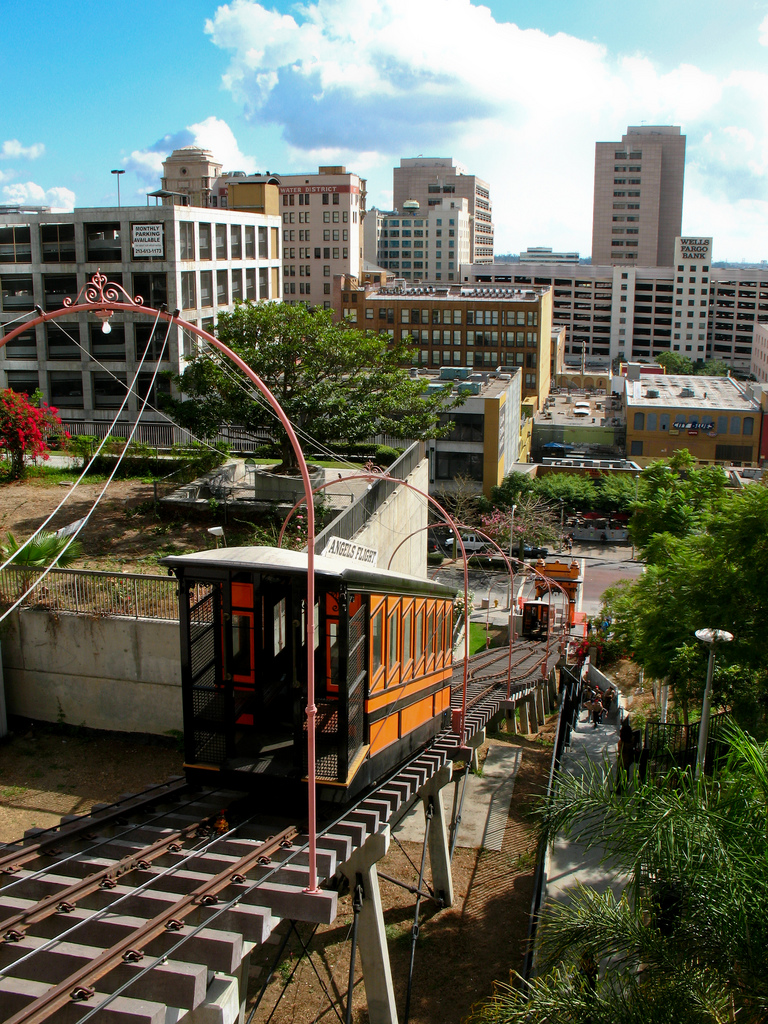
Kolej linowo-terenowa Angels Flight
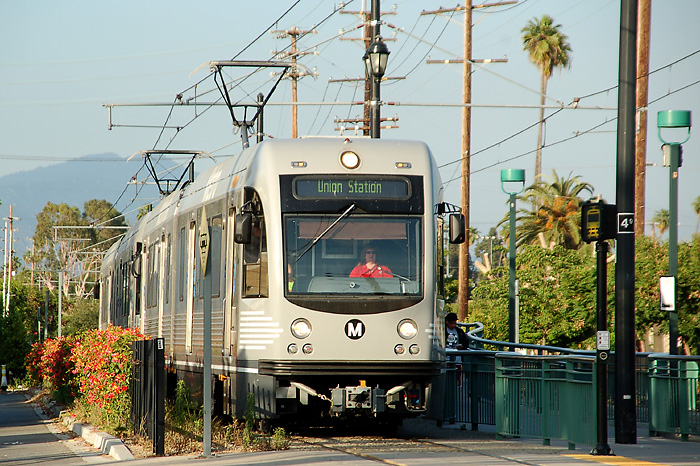
Tramwaj obsługujący linię złotą na stacji Highland Park
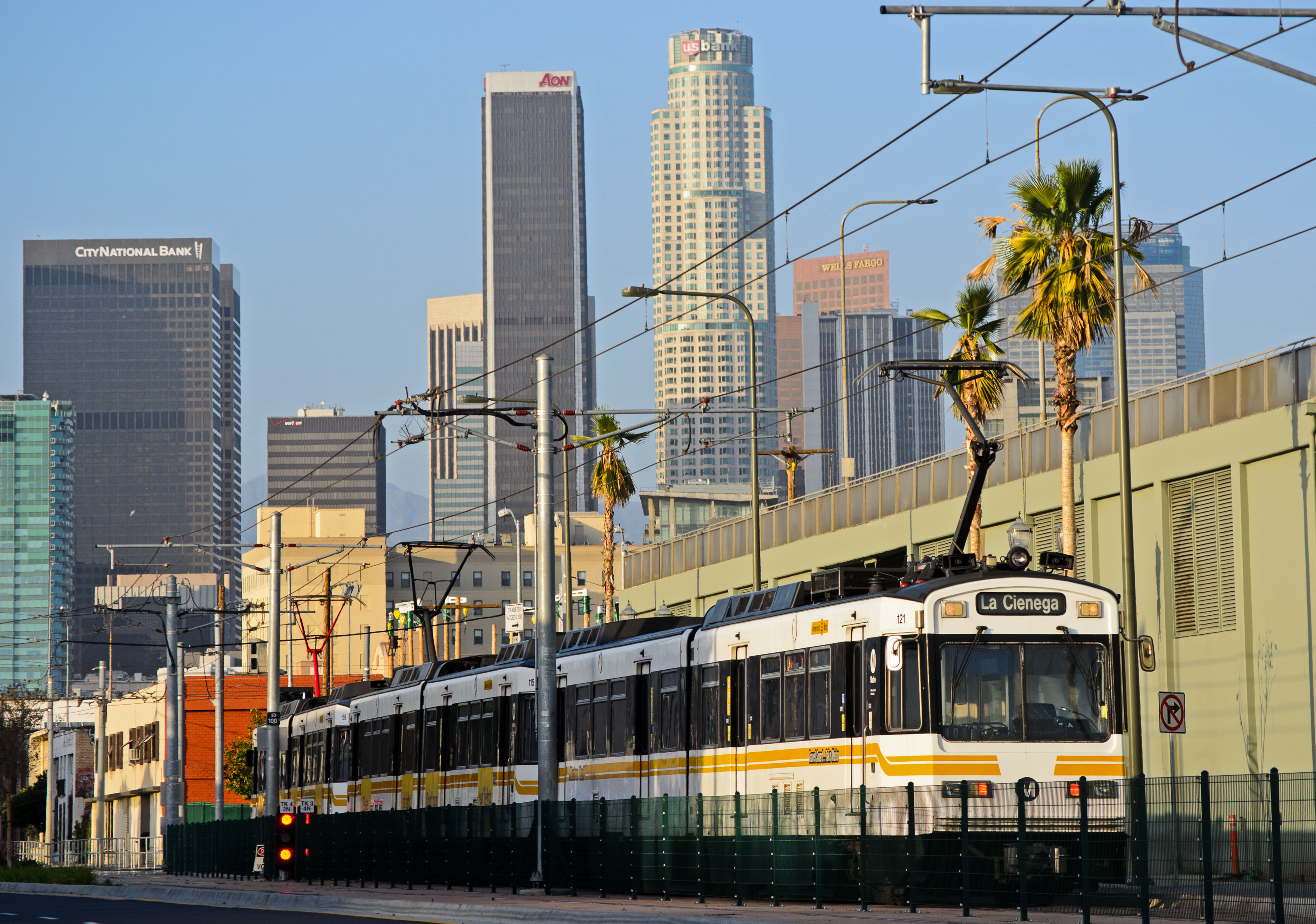
Pociąg metra na linii Expo Line
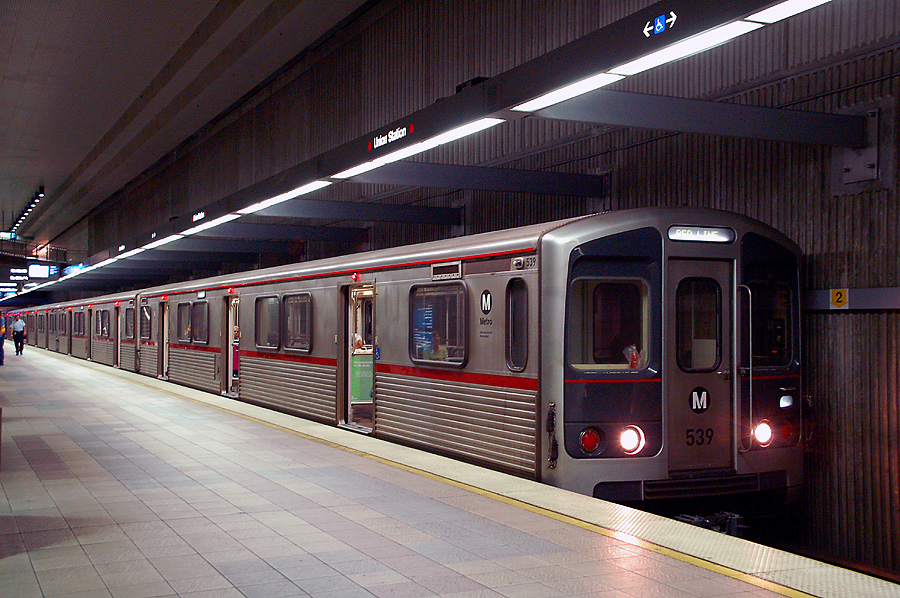
Pociąg metra typu AnsaldoBreda A650
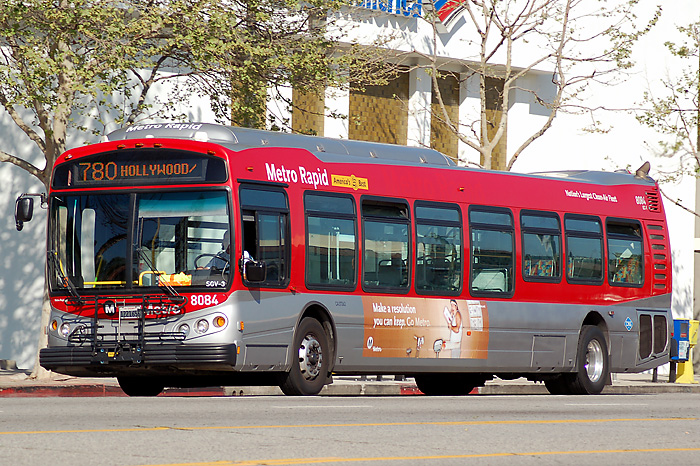
Autobus linii 780 należący do systemu Metro Rapid
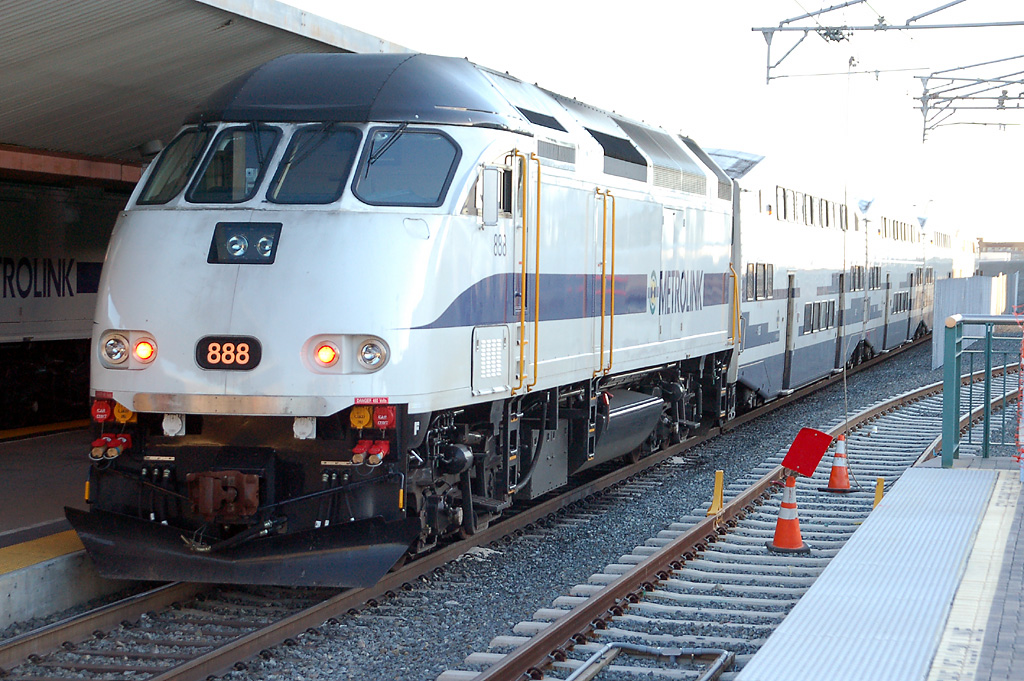
Pociąg Metrolink na peronie stacji Union Station
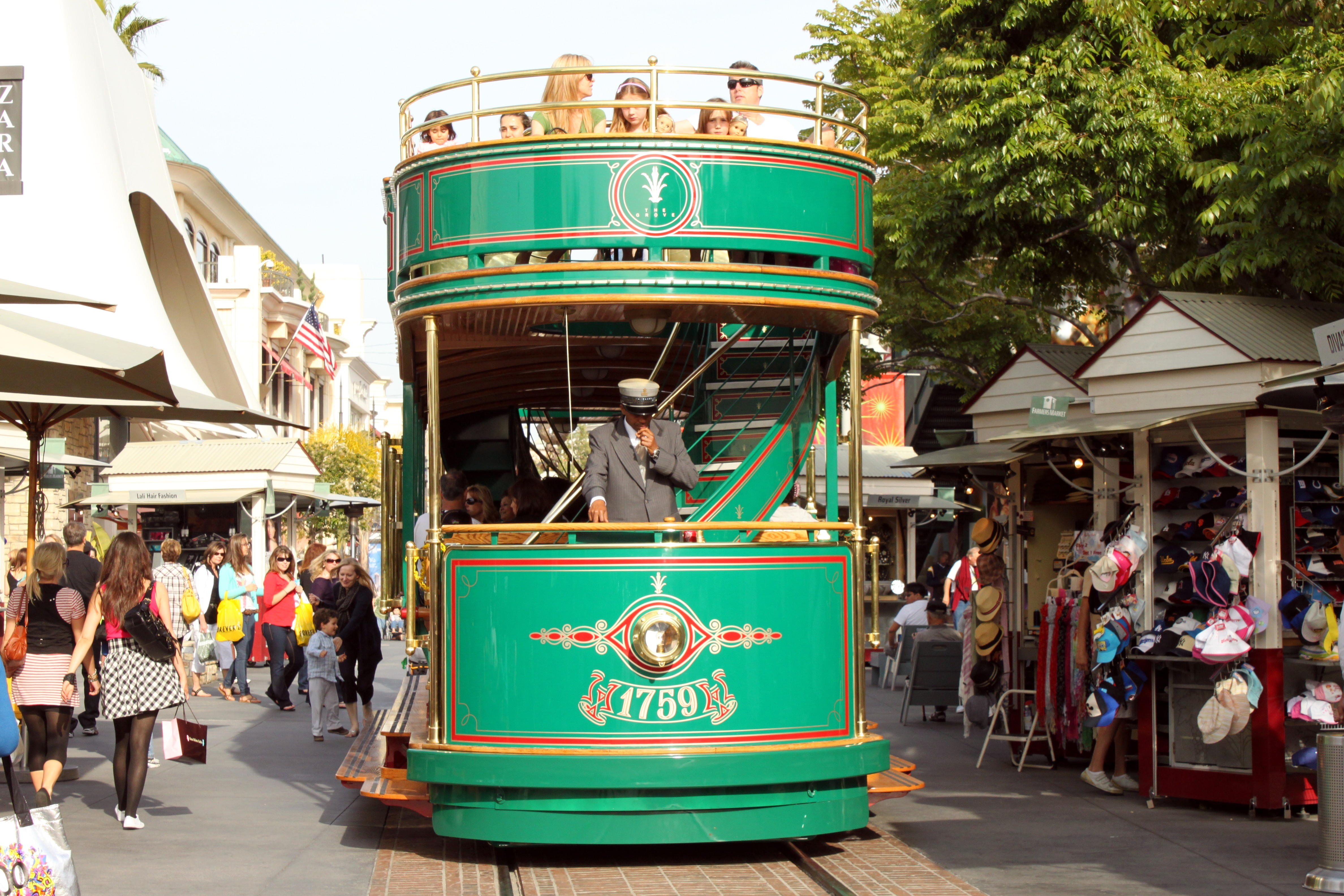
Tramwaj akumulatorowy na The Grove

### Transport lotniczy

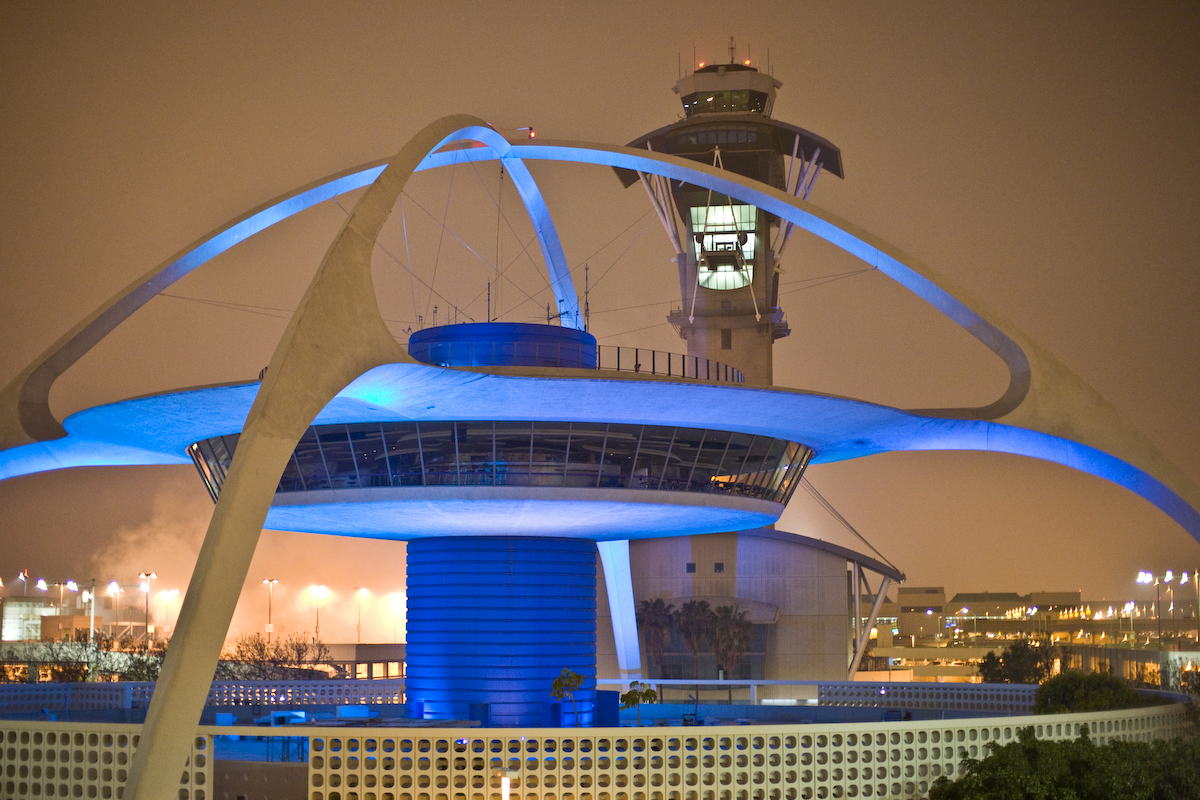
Wieża kontroli lotów Los Angeles International Airport (LAX)

Najważniejszym lotniskiem w Los Angeles jest Los Angeles International Airport (IATA: LAX; ICAO: KLAX). Jako 4. najbardziej ruchliwe lotnisko komercyjne na świecie i zarazem 2. w Stanach Zjednoczonych, LAX przyjęło w 2017 roku ponad 84 miliony pasażerów. LAX jest węzłem lotniczym linii United Airlines.
Wśród pozostałych lotnisk komercyjnych położonych w okolicach Los Angeles są:
- (IATA: ONT; ICAO: KONT) LA/Ontario International Airport; stanowi własność miasta Los Angeles, obsługuje połączenia na obszarze metropolitalnym Inland Empire
- (IATA: BUR; ICAO: KBUR) Hollywood Burbank Airport(inne języki); wcześniej znane jako Bob Hope Airport, obsługuje połączenia w dolinach San Fernando i San Gabriel
- (IATA: LGB; ICAO: KLGB) Long Beach Airport; obsługuje połączenia na obszarze Long Beach
- (IATA: SNA; ICAO: KSNA) John Wayne Airport; obsługuje połączenia na obszarze hrabstwa Orange

### Porty morskie

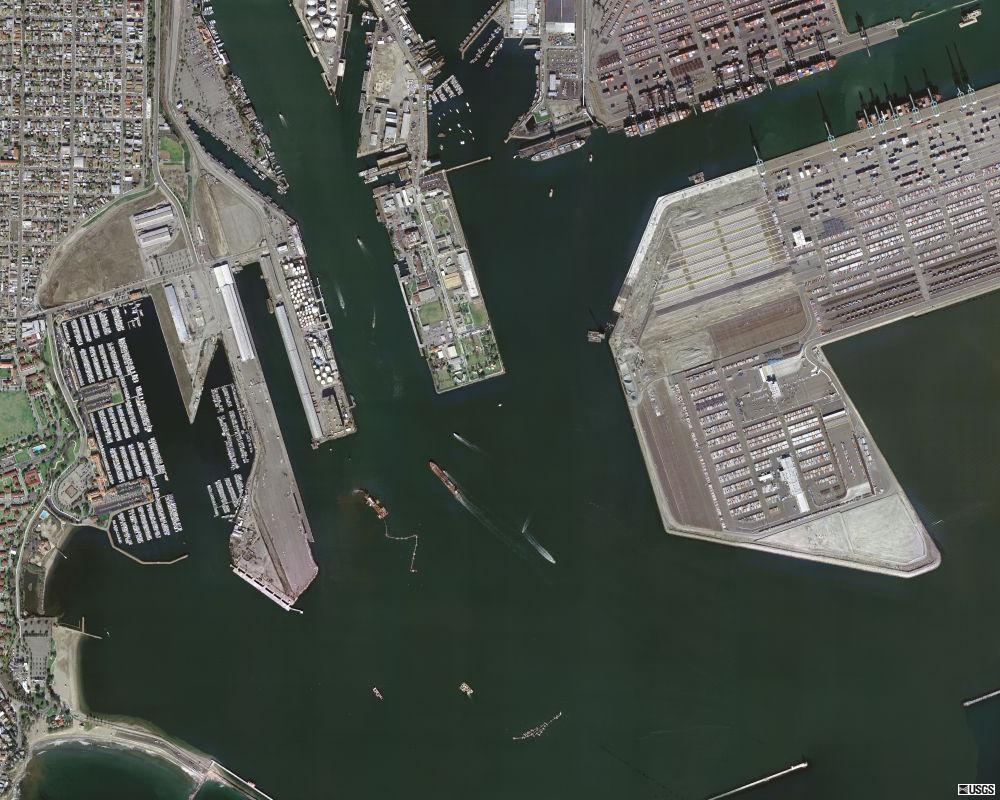
Port of Los Angeles widziany z powietrza

Port of Los Angeles położony jest w Zatoce San Pedro, w okolicy San Pedro, ok. 32 kilometry na południe od centrum Los Angeles. Znany również jako Los Angeles Harbor lub WORLDPORT LA, kompleks portowy zajmuje powierzchnię 7500 hektarów ziemi i wody, rozciągającej się wzdłuż 69-kilometrowego odcinka nabrzeża. Port of Los Angeles znajduje się w sąsiedztwie Port of Long Beach.
Oba te porty tworzą wspólnie tzw. Los Angeles/Long Beach Harbor. Zajmują one 5. miejsce na liście najbardziej ruchliwych portów kontenerowych na świecie, z obrotami ponad 14 milionów TEU w 2008 roku. Sam Port of Los Angeles jest natomiast najbardziej ruchliwym portem kontenerowym w Stanach Zjednoczonych i jednocześnie największym ośrodkiem postojowym dla statków wycieczkowych na zachodnim wybrzeżu państwa – Port’s World Cruise Center przyjął w 2009 roku około 800 tysięcy pasażerów.
Wzdłuż wybrzeża Los Angeles istnieją również mniejsze, nie-przemysłowe porty.
Z portami Los Angeles połączone są cztery mosty: Vincent Thomas Bridge, Henry Ford Bridge, Gerald Desmond Bridge i Commodore Schuyler F. Heim Bridge.

## Oświata

### Uczelnie

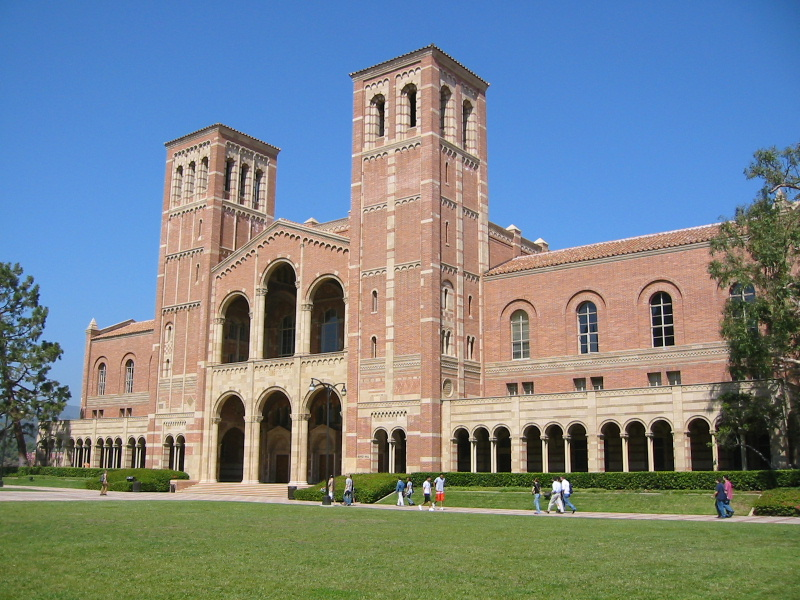
Royce Hall na University of California, Los Angeles

W granicach administracyjnych miasta działają trzy uniwersytety publiczne: California State University, Los Angeles (CSULA), California State University, Northridge (CSUN) oraz University of California, Los Angeles (UCLA). Do prywatnych uczelni należą natomiast: American Film Institute Conservatory, Alliant International University, Syracuse University (kampus w Los Angeles), American InterContinental University, American Jewish University, The American Musical and Dramatic Academy (kampus w Los Angeles), Antioch University (kampus w Los Angeles), Charles R. Drew University of Medicine and Science, Emerson College (kampus w Los Angeles), Fashion Institute of Design & Merchandising (kampus w Los Angeles), Los Angeles Film School, Loyola Marymount University (LMU jest siostrzanym uniwersytetem dla Loyola Law School), Marymount College, Mount St. Mary’s College, National University, Occidental College („Oxy”), Otis College of Art and Design (Otis), Southern California Institute of Architecture (SCI-Arc), Southwestern Law School, a także University of Southern California (USC).
System community college obejmuje dziewięć kampusów, zarządzanych przez powierników Los Angeles Community College District: East Los Angeles College (ELAC), Los Angeles City College (LACC), Los Angeles Harbor College, Los Angeles Mission College, Los Angeles Pierce College, Los Angeles Valley College (LAVC), Los Angeles Southwest College, Los Angeles Trade-Technical College i West Los Angeles College.

### Szkoły i biblioteki
Los Angeles Unified School District kieruje niemalże wszystkimi placówkami na terenie miasta Los Angeles, a także okolicznych obszarów i skupia około 800 tysięcy uczniów. Po zatwierdzeniu Propozycji 13 w 1978 roku, część dystryktów szkolnych miała pewne problemy z finansowaniem. LAUSD stał się znany z niedofinansowanych, przepełnionych i pozostających w złym stanie kampusów, chociaż zarządzane przez LAUSD szkoły z rozszerzonym programem uznane zostały za wysoce konkurencyjne dla prywatnych instytucji. Kilka niewielkich sekcji Los Angeles, a tym samym znajdujących się na tych obszarach szkół, nie pozostaje pod kierownictwem LAUSD, a zamiast tego leży w kompetencji działań Las Virgenes Unified School District. Biuro dot. edukacji hrabstwa Los Angeles zarządza szkołą średnią Los Angeles County High School for the Arts.

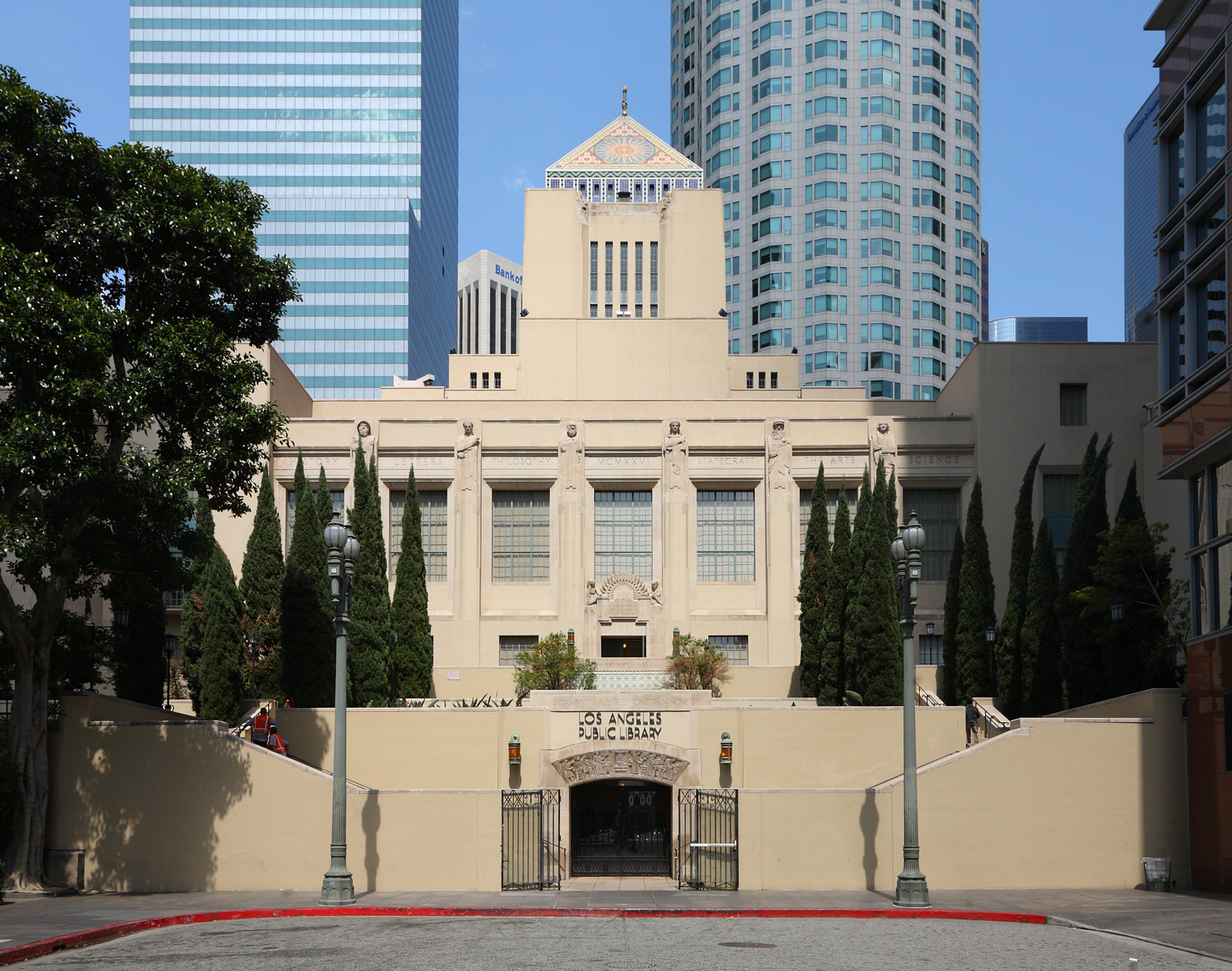
Biblioteka centralna Los Angeles

System Los Angeles Public Library obejmuje 72 biblioteki publiczne na terenie miasta. Biblioteki na obszarach niemunicypalnych są zarządzane przez County of Los Angeles Public Library, mimo że duża część z nich znajduje się w odległości zaledwie kilku kroków od granic administracyjnych Los Angeles.

## Kultura

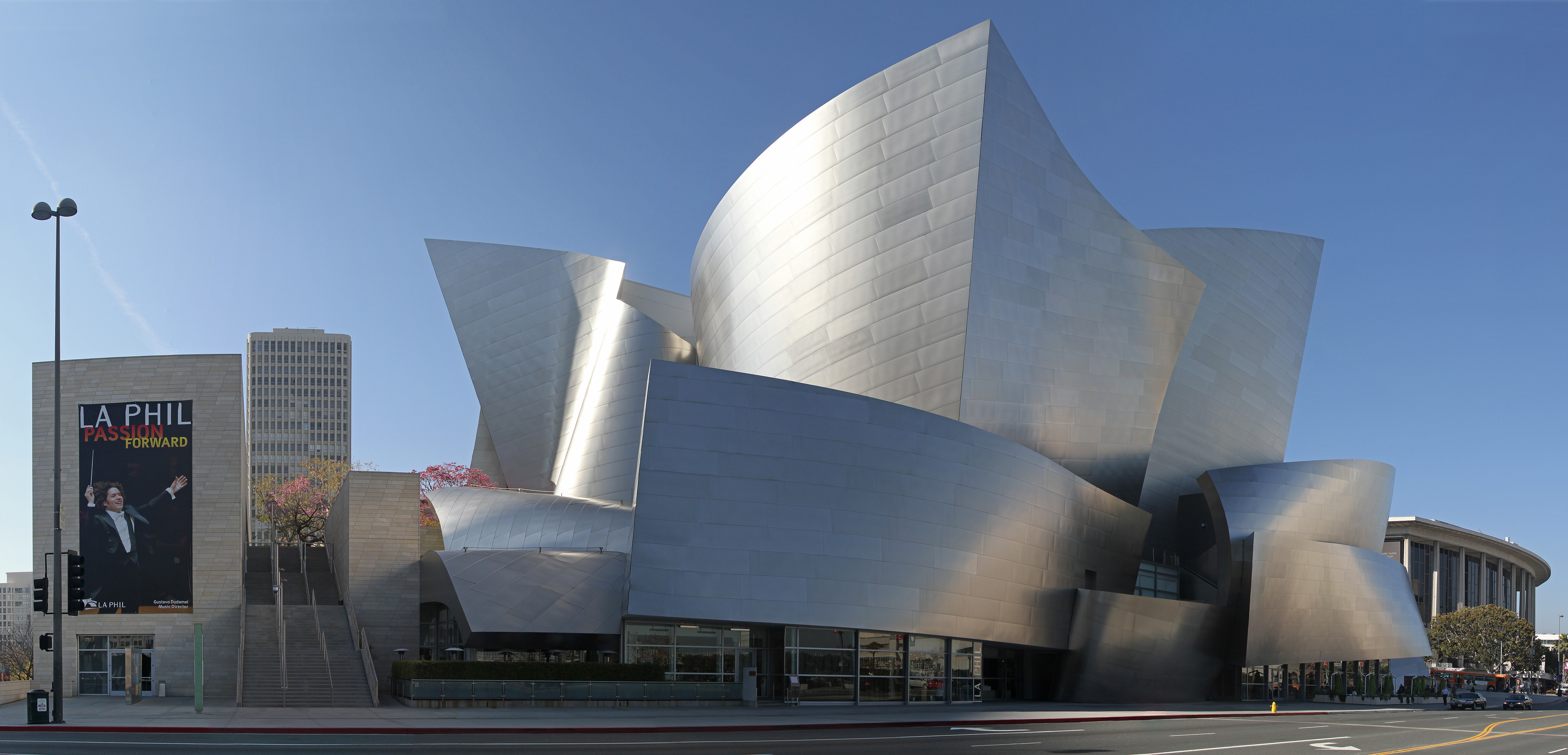
Walt Disney Concert Hall

Los Angeles często określane jest mianem „Kreatywnej Stolicy Świata”, ze względu na fakt, że jeden na sześciu mieszkańców miasta pracuje w branży kreatywnej. Według USC Stevens Institute for Innovation, „w Los Angeles żyje i pracuje więcej artystów, autorów, twórców filmowych, aktorów, tancerzy i muzyków, niż w żadnym innym miejscu i czasie w historii cywilizacji”.

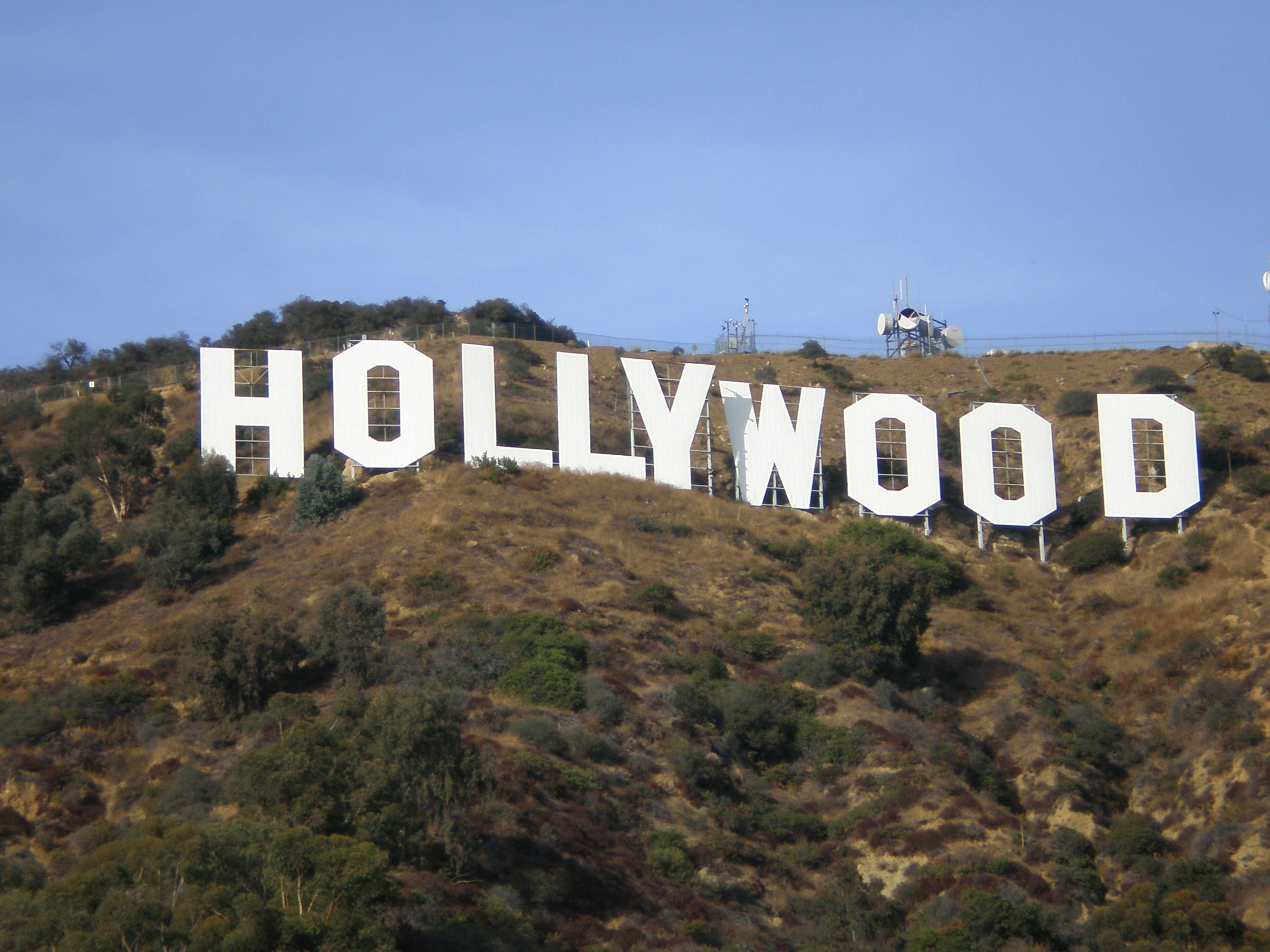
Hollywood Sign – symbol „Fabryki Snów”

Los Angeles jest siedzibą Hollywood, globalnie uznawanego za centrum przemysłu filmowego. Status ten pieczętuje fakt, że w mieście odbywa się doroczna ceremonia wręczenia Nagród Akademii Filmowej, czyli najstarsza i najbardziej ceniona ceremonia rozdania nagród na świecie. W Los Angeles działa ponadto USC School of Cinematic Arts – najstarsza szkoła filmowa w Stanach Zjednoczonych.
Sztuki sceniczne odgrywają znaczącą rolę w tożsamości kulturowej Los Angeles. Zgodnie z raportem USC Stevens Institute for Innovation, „w mieście powstaje ponad 1100 produkcji rocznie, zaś w każdym tygodniu premierę ma 21 nowych sztuk”. Los Angeles Music Center jest jednym z trzech największych tego typu obiektów w Stanach Zjednoczonych, z ponad 1,3 miliona odwiedzających rocznie. Walt Disney Concert Hall, centralny punkt Music Center, mieści prestiżową Los Angeles Philharmonic.

### Muzea i galerie
W hrabstwie Los Angeles działa 841 muzeów i galerii sztuki. Los Angeles posiada najwięcej muzeów per capita spośród wszystkich miast świata. Do najważniejszych i najbardziej popularnych obiektów zalicza się m.in.: Los Angeles County Museum of Art (największe muzeum sztuki na zachodnim wybrzeżu Stanów Zjednoczonych), Getty Center (część J. Paul Getty Trust, czyli najzamożniejszej instytucji zajmującej się sztuką na świecie) oraz Museum of Contemporary Art. Znacząca część galerii sztuki położona jest w dzielnicy Gallery Row. Co miesiąc w Los Angeles odbywa się Downtown Art Walk, który ma na celu promocję najlepszych galerii, artystów, barów, restauracji, sklepów oraz biznesów w centrum miasta.

### Media

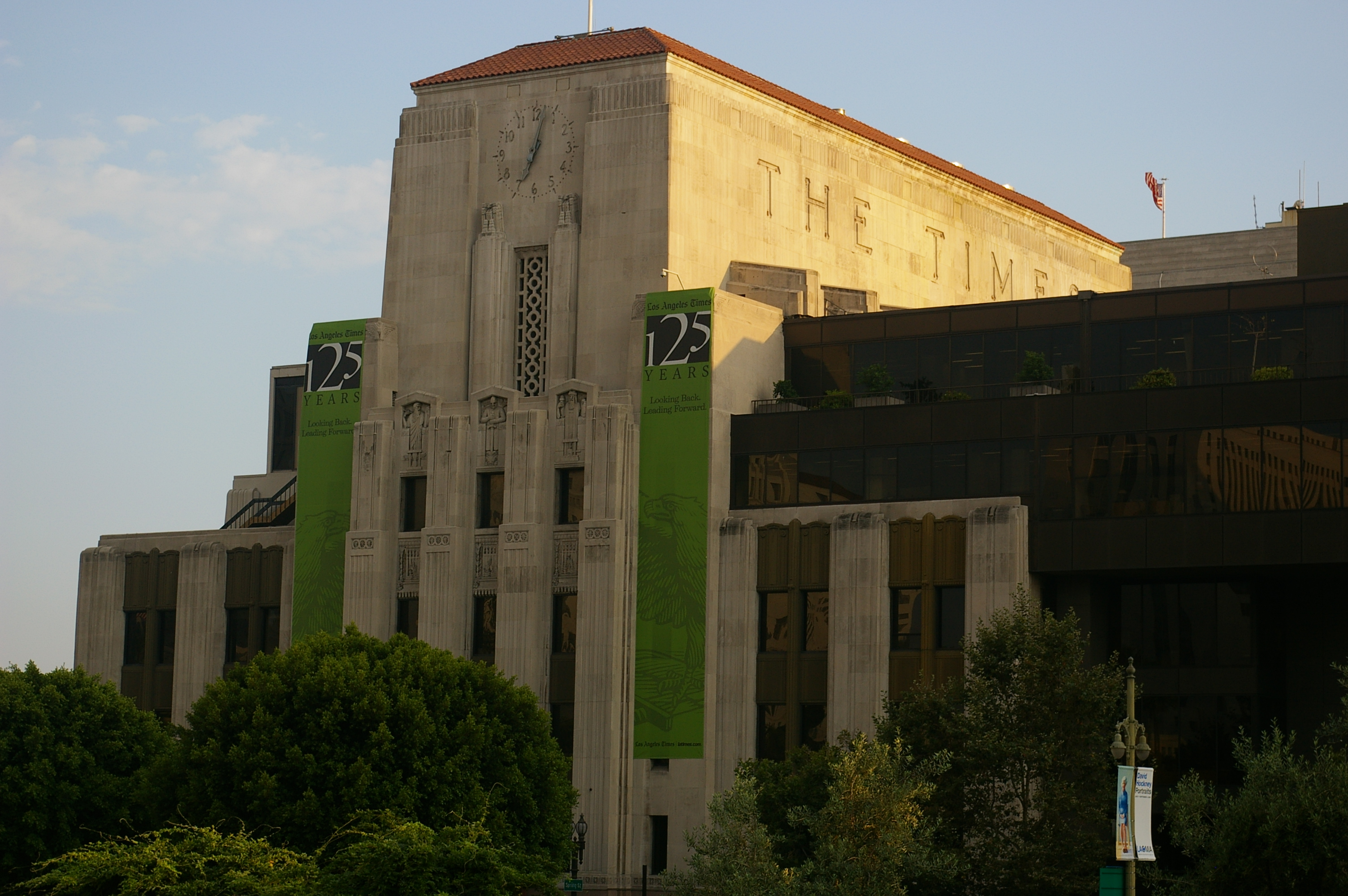
Siedziba Los Angeles Times

Najważniejszą gazetą codzienną w Los Angeles jest Los Angeles Times. Z kolei La Opinión jest najpopularniejszą hiszpańskojęzyczną publikacją, zaś The Korea Times stanowi główną gazetę koreańskojęzyczną wydawaną w mieście. W Los Angeles wydawany jest ponadto szereg gazet regionalnych, alternatywnych tygodników oraz magazynów, włączając w to Daily News, LA Weekly, Los Angeles CityBeat, L.A. Record (skupiający się na scenie muzycznej w Greater Los Angeles), Los Angeles Business Journal, Los Angeles Daily Journal, The Hollywood Reporter i Variety (poświęcone branży rozrywkowej), a także Los Angeles Downtown News. W mieście dostępne są również lokalne periodyki, trafiające do społeczności emigrantów, często pisane w ich rodzimych językach. W Los Angeles publikowane są gazety skupiające się na sprawach dotyczących konkretnych dzielnic miasta, a wśród nich m.in.: The Daily Breeze i The Long Beach Press-Telegram.
Los Angeles i Nowy Jork są jedynymi rynkami medialnymi, którym przypisano siedem alokacji UKF.

## Sport
Los Angeles jest macierzystym miastem drużyn: Los Angeles Dodgers (MLB), Los Angeles Kings (NHL), Los Angeles Clippers i Los Angeles Lakers (NBA, NFL), Los Angeles Rams i Los Angeles Chargers, Los Angeles D-Fenders (NBDL), Los Angeles FC (MLS) oraz Los Angeles Sparks (WNBA). Los Angeles jest ponadto reprezentowane przez USC Trojans i UCLA Bruins w Pacific-12 Conference NCAA Division I. Z kolei Los Angeles Galaxy (MLS) ma swoją siedzibę w Carson.
Mimo że Los Angeles jest drugim pod względem wielkości miastem w Stanach Zjednoczonych, nie posiada własnego przedstawiciela w lidze NFL. Najbliższa drużyna występująca w NFL, Chargers, pochodzi z San Diego. W przeszłości Los Angeles miało dwóch reprezentantów w tejże lidze – Rams i Raiders. Jednakże obie drużyny zmieniły w 1995 roku swoje siedziby; Rams przeniosła się do St. Louis, podczas gdy Raiders powróciła do swojego pierwotnego „domu”, Oakland.
12 stycznia 2016 roku zarząd ligi NFL zatwierdził powrót Rams do Los Angeles. Ukończenie budowy nowego obiektu City of Champions Stadium dla drużyny Rams, zaplanowano na 2019 rok.
Los Angeles dwukrotnie organizowało Letnie Igrzyska Olimpijskie, w 1932 i 1984 roku. Na cześć 10. w historii Igrzysk z 1932 roku, dotychczasowa nazwa ulicy 10th Street została zmieniona na Olympic Blvd. W Los Angeles odbyły się ponadto finały Super Bowl I i VII, a także wiele meczów w ramach Mistrzostw Świata w Piłce Nożnej 1994, włączając w to finał rozgrywek. W Los Angeles odbyły się Światowe Letnie Igrzyska Olimpiad Specjalnych w 2015 roku.
W Los Angeles znajduje się szereg obiektów sportowych, a wśród nich m.in.: Dodger Stadium, Los Angeles Memorial Coliseum, Kia Forum oraz Staples Center, czyli kompleks sportowo-rozrywkowy, w którym odbywają się koncerty, a także chociażby doroczna ceremonia rozdania nagród Grammy. Staples Center pełni ponadto rolę domowej areny drużyn Los Angeles Clippers i Los Angeles Lakers z NBA, Los Angeles Sparks z WNBA, a także Los Angeles Kings z NHL.
W Mieście Aniołów mieszka Pete Sampras, uważany powszechnie za najlepszego tenisistę XX wieku.

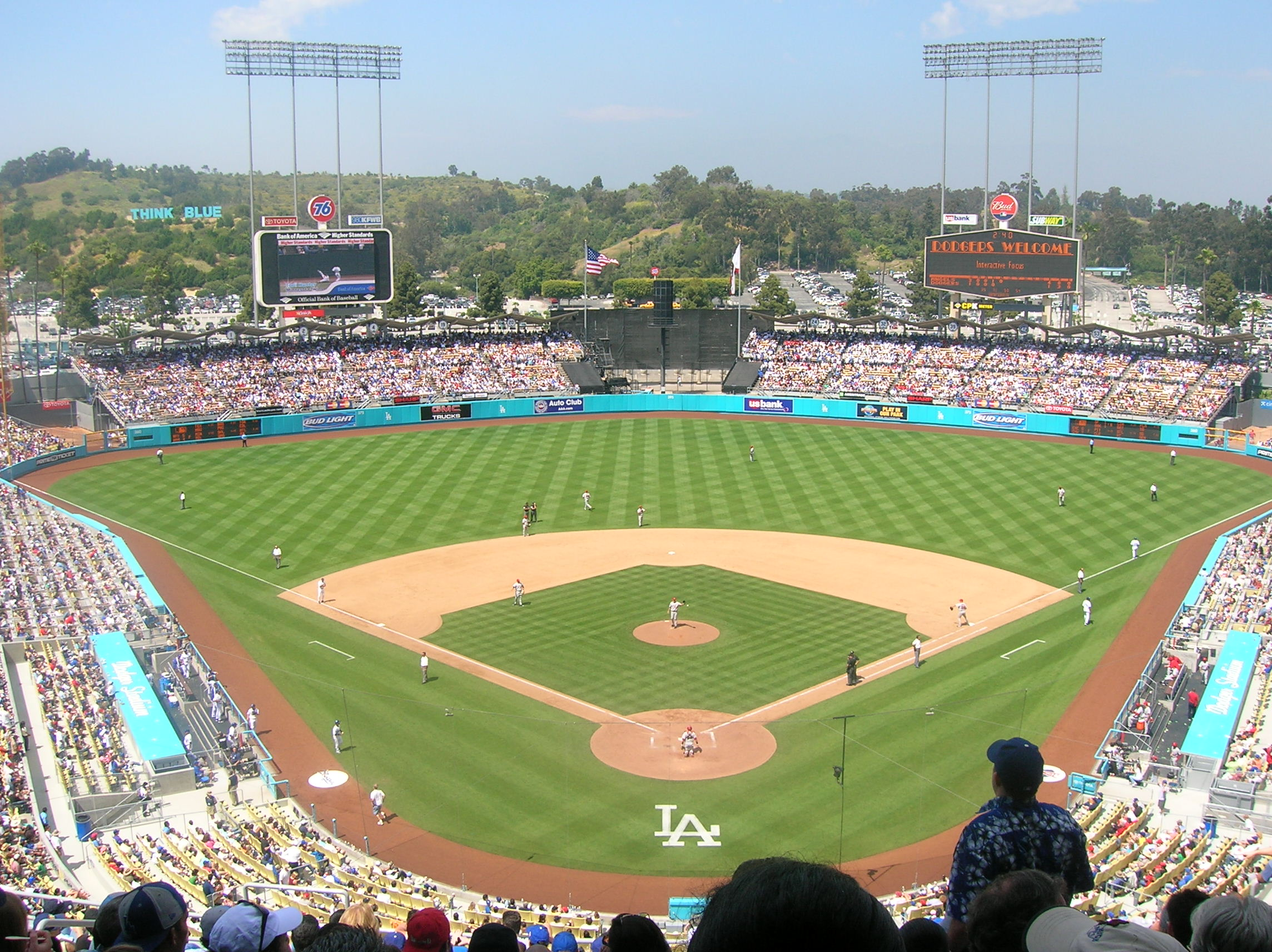
Dodger Stadium – domowy obiekt drużyny baseballowej Los Angeles Dodgers
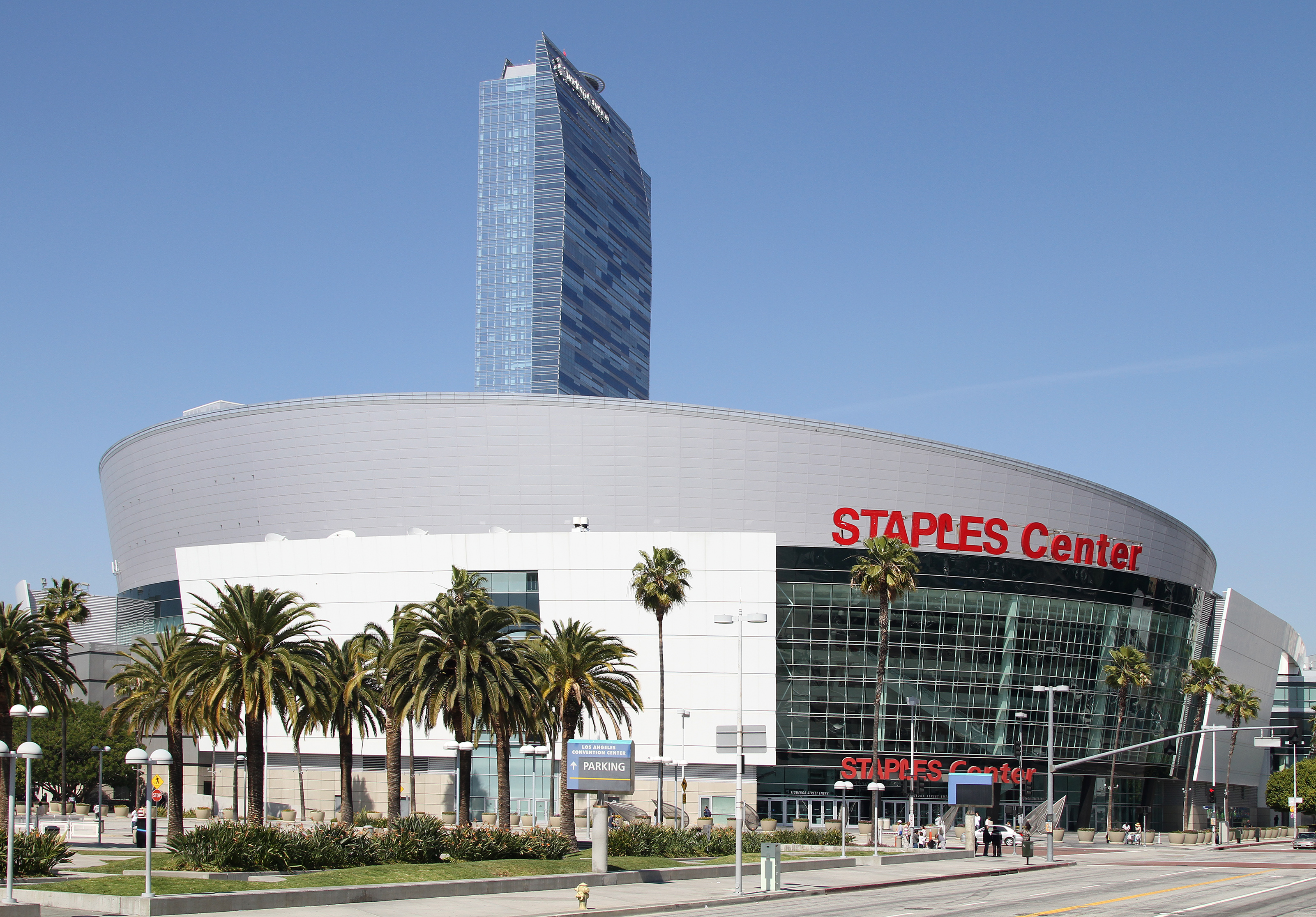
Staples Center stanowi domowy obiekt dla pięciu profesjonalnych drużyn sportowych
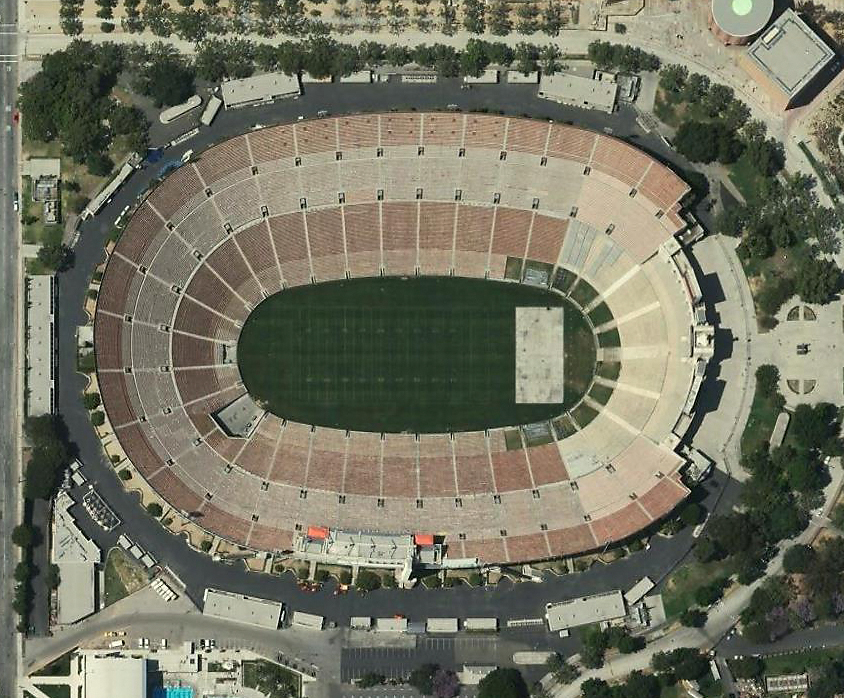
Widok z lotu ptaka na Los Angeles Memorial Coliseum
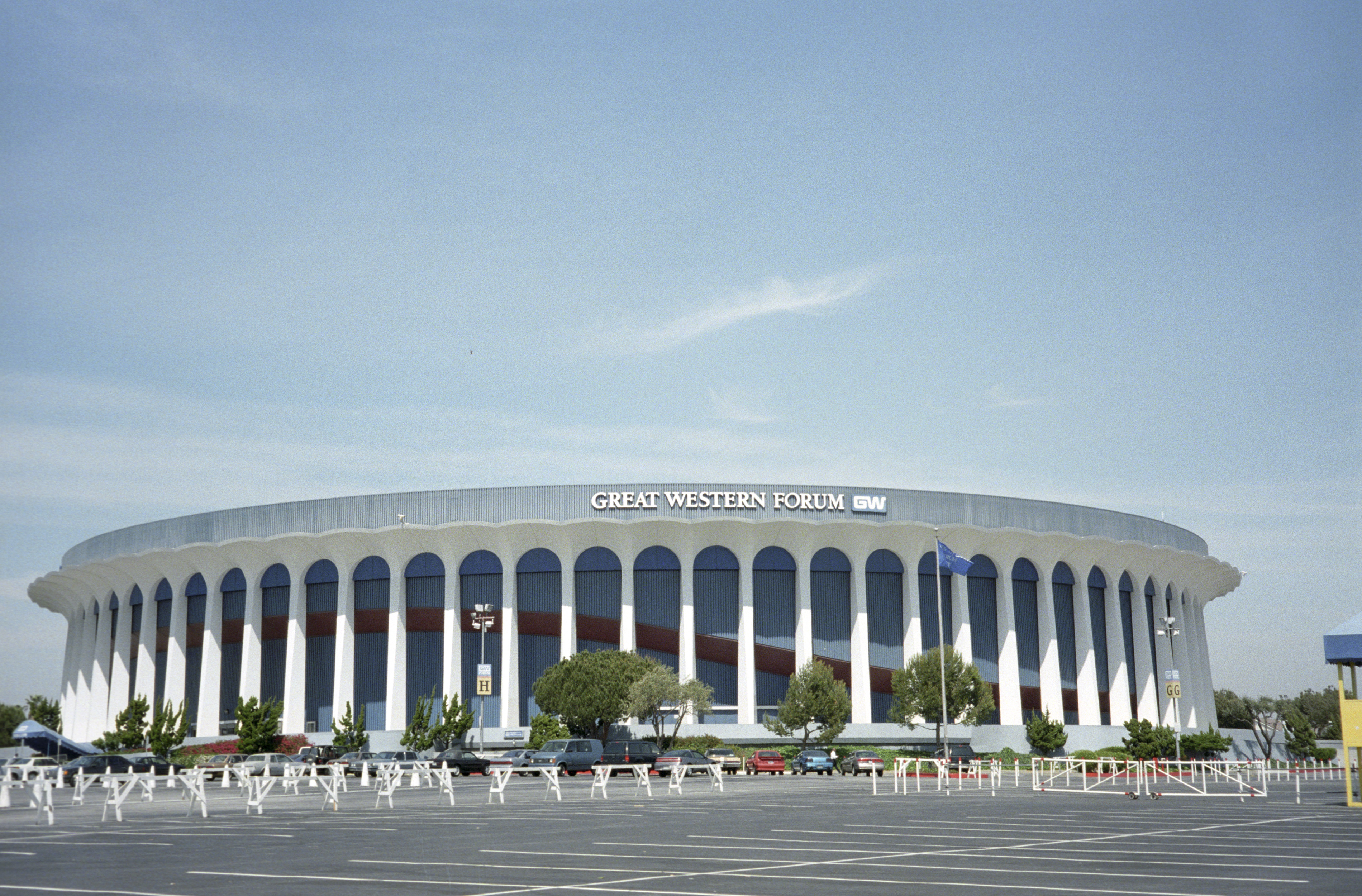
The Forum

## Religia

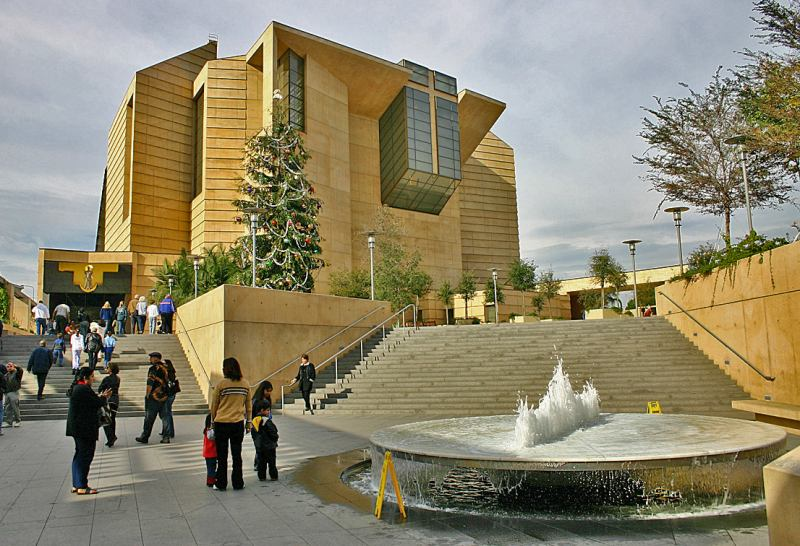
Katedra Matki Bożej Anielskiej Rzymskokatolickiej Archidiecezji Los Angeles

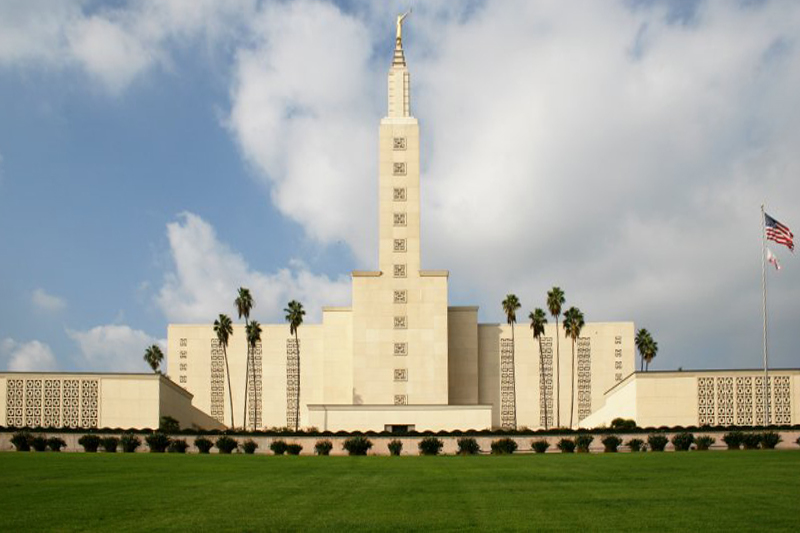
Los Angeles California Temple stanowi drugą pod względem wielkości świątynię mormonów na świecie

Rzymskokatolicka Archidiecezja Los Angeles jest największą diecezją w Stanach Zjednoczonych. We wrześniu 2002 roku otwarta została położona w centrum miasta Katedra Matki Bożej Anielskiej, której konstrukcję nadzorował Kardynał Roger Mahony. Budowa obiektu miała symboliczne znaczenie dla katolickich mieszkańców Los Angeles, których dużą część stanowi społeczność latynoska. W Los Angeles działa kilka parafii oraz kościołów katolickich.
Dzięki 621 tysiącom Żydów zamieszkujących obszar metropolitalny Los Angeles (490 tysiącom w granicach administracyjnych miasta), jest to drugi region w Stanach Zjednoczonych pod względem wielkości populacji żydowskiej. Największe skupiska ludności żydowskiej w Los Angeles obejmują Westside i dolinę San Fernando, a także, w nieznacznie mniejszym stopniu, Boyle Heights i Northwest Los Angeles. Na obszarze miasta wyróżnić można występowanie wszystkich czterech najważniejszych nurtów judaizmu, tzn. reformowanego, rekonstrukcjonistycznego, konserwatywnego oraz ortodoksyjnego. Breed Street Shul w East Los Angeles, wybudowana w 1923 roku, przez pierwsze dekady swego istnienia była największą synagogą na zachód od Chicago. Obecnie Breed Street Shul pełni rolę muzeum i centrum społeczności żydowskiej. W mieście działa również Centrum Kabały.
Los Angeles posiada bogatą i wpływową tradycję protestancką. Pierwsza działalność protestancka w mieście miała miejsce w 1850 roku; były to spotkania metodystów, odbywające się w prywatnych domach. Najstarszy działający do dziś kościół ewangelicki powstał w 1867 roku. Na początku XX wieku tzw. przebudzenie przy Azusa Street zapoczątkowało rozwój pentekostalizmu. Swoje korzenie w Los Angeles mają także Potter's House Christian Fellowship oraz Kościół Wspólnot Metropolitalnych. Ewangelista przebudzeniowy Billy Graham osiągnął pierwszy duży sukces w Los Angeles, w 1949 roku, a wśród innych postaci świata religii związanych z miastem są m.in.: Robert P. Shuler, Gene Scott i Solomon Burke.
W Los Angeles funkcjonuje Los Angeles California Temple, czyli druga pod względem wielkości świątynia Kościoła Jezusa Chrystusa Świętych w Dniach Ostatnich, zlokalizowana przy Santa Monica Boulevard w dzielnicy Westwood. W momencie otwarcia, w 1956 roku, była to największa świątynia mormonów na świecie, a zarazem pierwsza w Kalifornii.
W dystrykcie Hollywood działa ponadto scjentologiczne Celebrity Center.
Jako że populacja Los Angeles jest wieloetniczna, w mieście praktykowany jest szeroki przekrój religii, włączając w to islam, buddyzm, hinduizm, zaratusztrianizm, sikhizm, bahaizm, prawosławie i sufizm.

## Władze miasta

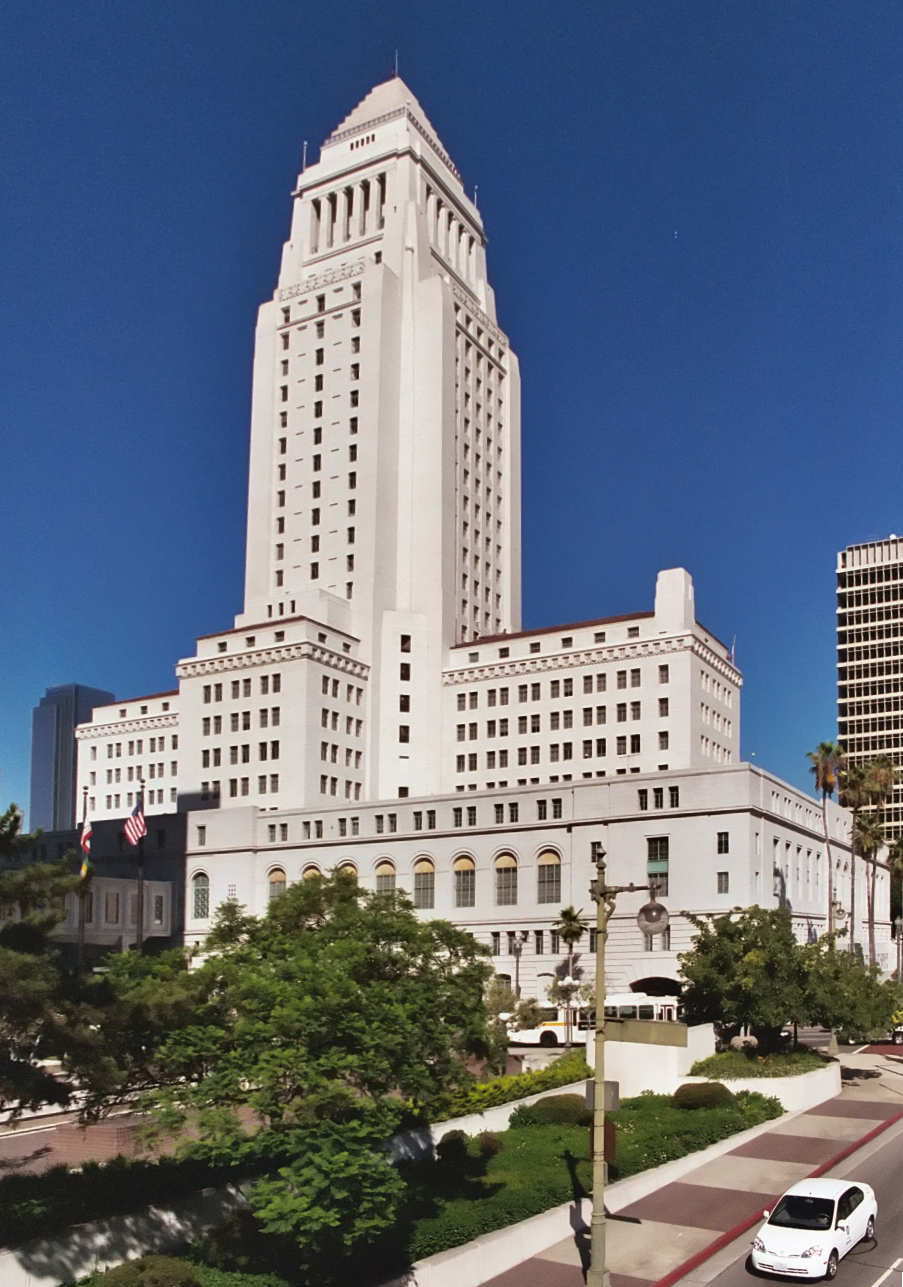
Ratusz miejski w Los Angeles

W Los Angeles obowiązuje forma rządów burmistrz-rada miejska. Obecnie funkcję burmistrza miasta pełni Eric Garcetti. Los Angeles podzielone jest na 15 okręgów wyborczych, z których każdy posiada swojego reprezentanta w radzie miasta. Wśród innych wybieranych przez mieszkańców urzędników są tzw. City Attorney (aktualnie jest nim Carmen Trutanich), czyli prawnik, który reprezentuje miasto w sądzie, a także City Controller (obecnie – Wendy Greuel), czyli rewident i główny księgowy urzędu.
Na straży przestrzegania prawa w mieście stoi Los Angeles Police Department (LAPD), jednak w Los Angeles działają również cztery wyspecjalizowane agencje policyjne: Biuro Bezpieczeństwa Publicznego, działające w ramach miejskiego Departamentu Usług Powszechnych (odpowiedzialne za utrzymywanie porządku i bezpieczeństwa w obiektach miejskich, włączając w to ratusz, parki i biblioteki, Los Angeles Zoo oraz Convention Center); Policja Portowa, działająca w ramach miejskiego Departamentu ds. nabrzeżno-portowych (odpowiedzialna za przestrzeganie prawa na lądzie, wodach i w powietrzu nad Port of Los Angeles); Policja ds. szkolnych, sprawująca pieczę nad wszystkimi szkołami na terenie Los Angeles; Policja Lotniskowa (odpowiedzialna za przestrzeganie prawa na wszystkich czterech należących do miasta lotniskach, czyli: Los Angeles International Airport (LAX), LA/Ontario International Airport (ONT), LA/Palmdale Regional Airport (PMD) i Van Nuys Airport (VNY)).

### Ochrona środowiska
Nazwę, jaką indiańskie plemię Chumash nadało obecnym terenom Los Angeles, przetłumaczyć można jako „dolina dymu”. Ze względu na warunki geograficzne, popularność samochodów jako środka transportu, a także działalność kompleksu portowego Los Angeles/Long Beach, Los Angeles cierpi z powodu zanieczyszczenia powietrza w postaci smogu. Los Angeles Basin i dolina San Fernando są podatne na inwersję temperatury, która zatrzymuje w powietrzu spaliny wytwarzane przez pojazdy, samoloty, statki, a także przemysł. Sezon smogowy trwa corocznie, od maja do października. W przeciwieństwie do większości wielkich miast, które są oczyszczane ze smogu za sprawą opadów deszczu, Los Angeles notuje zaledwie 380 mm deszczu rocznie; dlatego też zanieczyszczenia gromadzą się nieprzerwanie przez kilka kolejnych dni. Problemy jakości powietrza w Los Angeles i innych miastach amerykańskich zapoczątkowały proces ustawodawstwa krajowego dot. kwestii środowiska, owocując chociażby przyjęciem ustawy Clean Air Act. Wedle prognoz oczekuje się, że zanieczyszczenie powietrza w mieście powinno spadać w kolejnych latach za sprawą podjętych kroków, które objęły m.in.: popularyzację samochodów o napędzie elektrycznym i hybrydowym, wprowadzenie zmian w transporcie masowym, a także przepisy wprowadzone przez stan Kalifornia nt. wykorzystania niskoemisyjnych pojazdów.
Liczba alarmów smogowych I stopnia w Los Angeles zmalała z ponad 100 rocznie w latach 70., do niemalże zera w XXI wieku. Pomimo tej poprawy, raporty American Lung Association z 2006 i 2007 roku wskazywały Los Angeles jako miasto w Stanach Zjednoczonych o największym zanieczyszczeniu powietrza, zarówno w skali krótkoterminowej, jak i rocznej. W 2008 roku Los Angeles zajmowało 2. miejsce na tej liście, utrzymując jednocześnie miano miasta o największym zanieczyszczeniu powietrza w skali roku. W dodatku wody gruntowe w Los Angeles są coraz bardziej zagrożone szkodliwym wpływem MTBE ze stacji benzynowych i nadchloranów z paliwa rakietowego. W 2010 roku miasto zrealizowało swój cel, by 20% energii wykorzystywanej w Los Angeles pochodziło z odnawialnych źródeł.

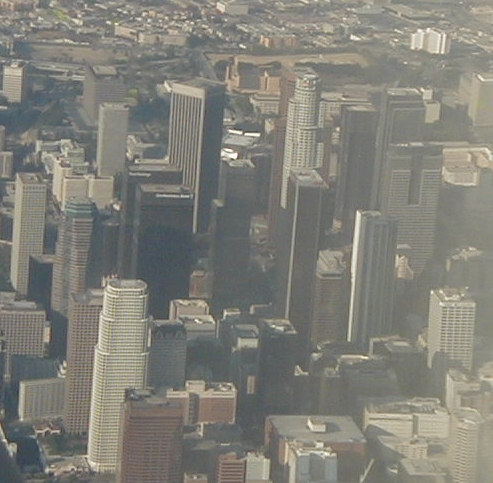
Centrum Los Angeles okryte smogiem.

### Rady sąsiedzkie
Za sprawą reform z 1999 roku, do życia powołano instytucję tzw. rad sąsiedzkich. Idea ta została po raz pierwszy przedstawiona przez członka rady miasta, Joela Wachta, w 1996 roku. Rady sąsiedzkie powstały w celu promowania udziału społeczeństwa w lokalnych rządach i jednocześnie dostosowania działania władz miejskich do lokalnych potrzeb.
Oficjalnie uznaje się istnienie niemalże 90 rad sąsiedzkich, a ich członkowie wybierani są przez interesariuszy, czyli wszystkich ludzi, którzy mieszkają, pracują lub są właścicielami nieruchomości w danym sąsiedztwie.
Rady te stanowią zgodnie z prawem organy rządowe, dlatego też ich ciała zarządzające i komitety muszą przestrzegać ustawy Browna, która reguluje kwestię posiedzeń i zgromadzeń rady.
Pierwszym znaczącym przejawem aktywności rad sąsiedzkich był sprzeciw w marcu 2004 roku wobec 18% podwyżki cen wody, proponowanej przez miejski Departament ds. wody i energii. Wskutek ich działań rada miasta zatwierdziła jedynie nieznaczny wzrost cen wody, odrzucając pomysł 18% podwyżki. W 2006 roku rady sąsiedzkie wnioskowały w radzie miasta o prawo do wnoszenia własnych inicjatyw ustawodawczych, jednak rada miejska wstrzymała się z wydaniem decyzji w tej sprawie, odkładając ją na czas nieokreślony.
Każda rada sąsiedzka otrzymuje z budżetu centralnego 45 tysięcy dolarów rocznie na administrację i realizację zatwierdzonych projektów lokalnych.

### Przestępczość

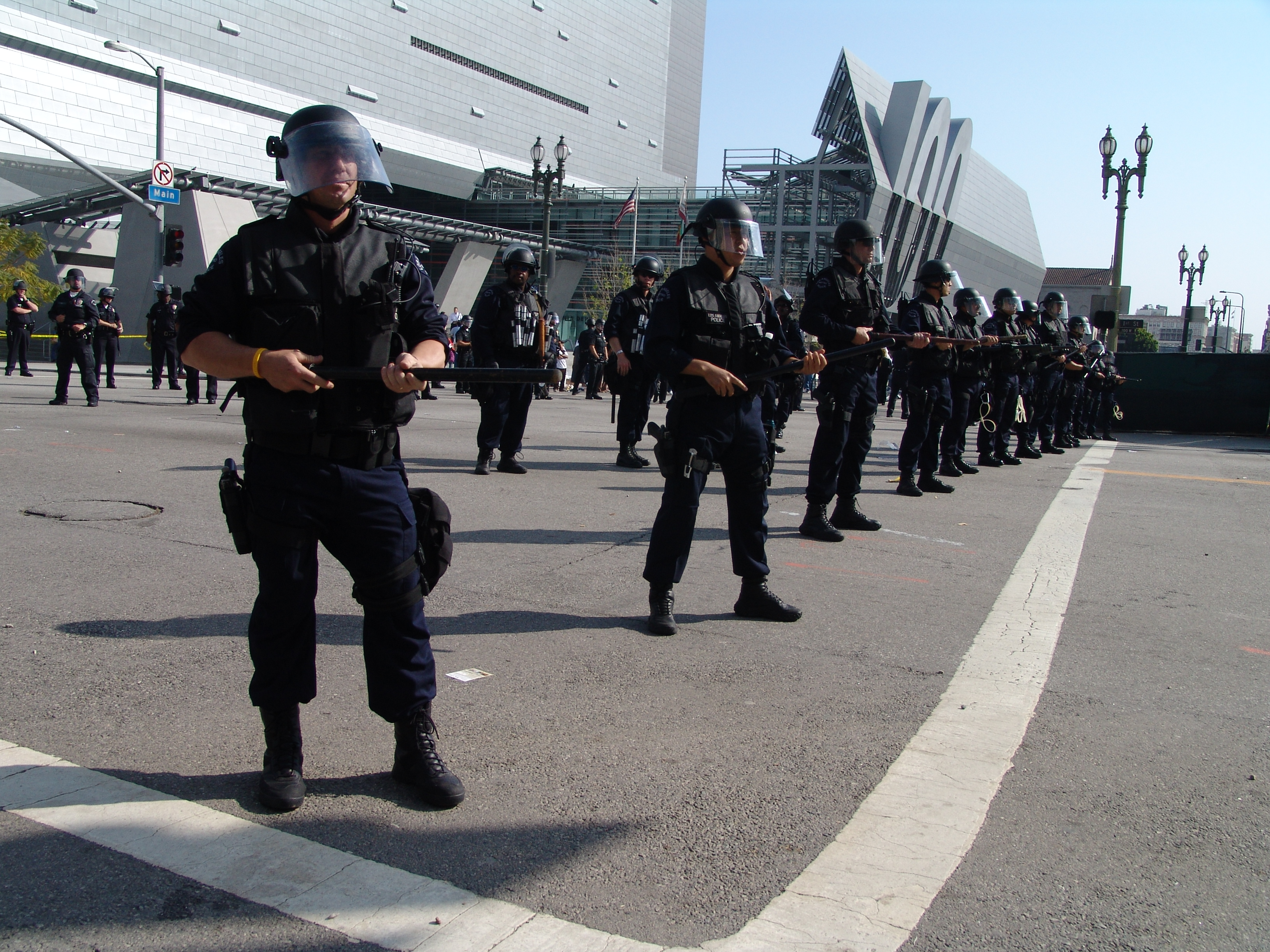
LAPD podczas marszu imigracyjnego „May Day” w 2006 roku

Podobnie jak większość miast amerykańskich, Los Angeles notuje znaczące spadki współczynników przestępczości nieprzerwanie od połowy lat 90. XX wieku. W 2009 roku wskaźnik ten osiągnął najniższy poziom od 50 lat, z zaledwie 314 dokonanymi zabójstwami. Antonio Villaraigosa, burmistrz Los Angeles, jest członkiem koalicji Mayors Against Illegal Guns, zrzeszającej ponad 600 burmistrzów amerykańskich, którzy dążą do zwalczania nielegalnego obrotu bronią.
W 2009 roku liczba zabójstw w Los Angeles wyniosła 314, co kształtowało wskaźnik zabójstw na poziomie 7,85 (na 100 tys. mieszkańców) – stanowiło to znaczny spadek w stosunku do roku 1993, kiedy to ten sam wskaźnik wynosił 21,1. Na tychże 314 zabójstw składało się między innymi 15 strzelanin z udziałem policji; jedna z nich doprowadziła do śmierci członka SWAT, Randala Simmonsa.
Mafijna rodzina z Los Angeles zdominowała przestępczość zorganizowaną w mieście w erze prohibicji. Lata 40. i 50. stanowiły najlepszy okres w działalności rodziny, która awansowała do szeregów Mafii Amerykańskiej. Jednakże jej znaczenie zaczęło gwałtownie spadać wraz z rozkwitem szeregu afroamerykańskich i latynoskich gangów.
Według Los Angeles Police Department, w Los Angeles istnieje około 450 gangów, które zrzeszają 45 tysięcy członków. Wśród nich znajdują się m.in.: Crips, Bloods, Sureños, Mara Salvatrucha i 18th Street. Liczba działających w mieście gangów sprawiła, że Los Angeles często określane jest mianem „Gangowej stolicy Stanów Zjednoczonych”.

## Współpraca
Miejscowości partnerskie:

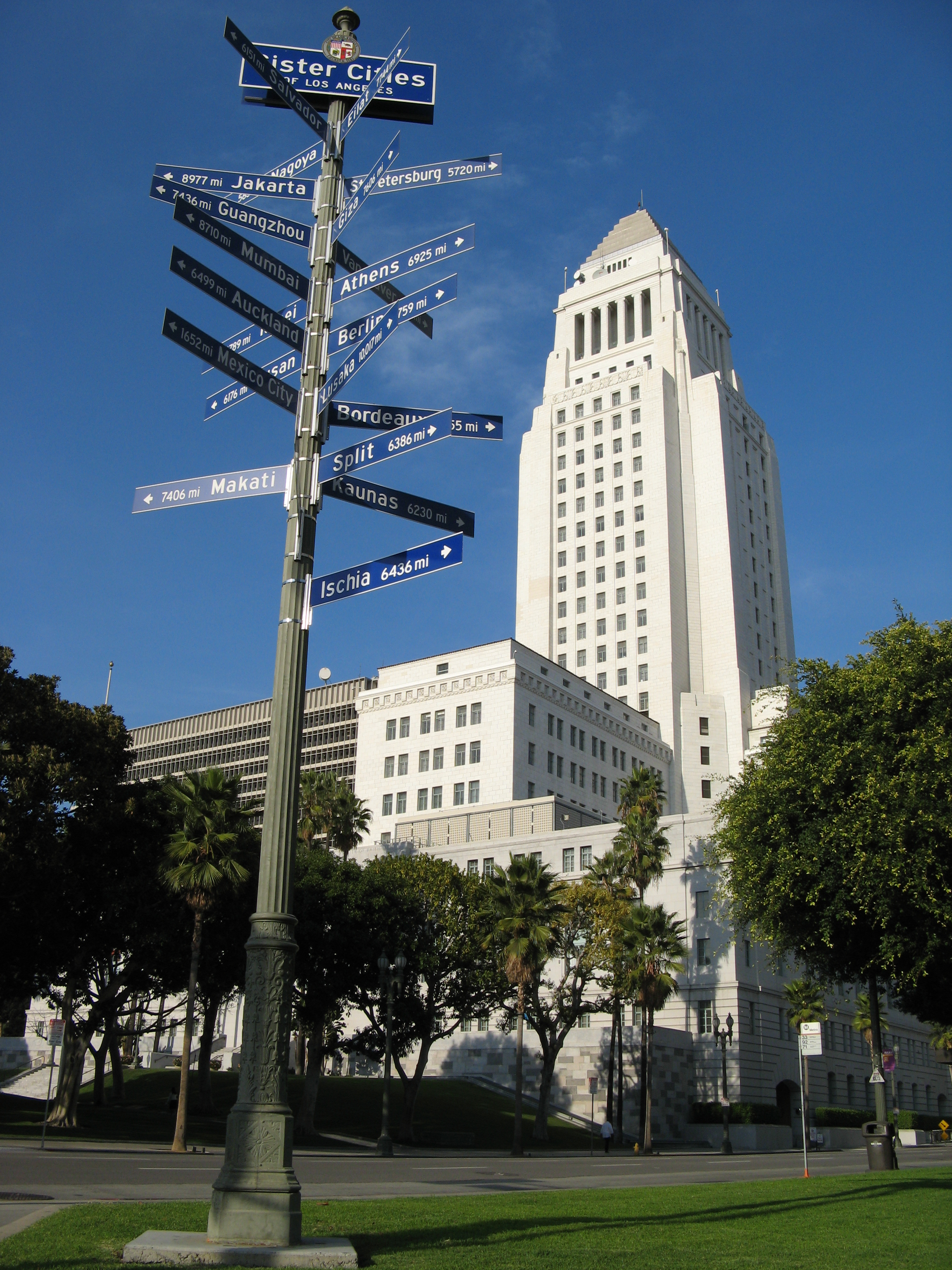
Znak w pobliżu Los Angeles City Hall, który wskazuje miasta siostrzane Los Angeles

Obecnie Los Angeles posiada 25 miast partnerskich:
- Antwerpia, Belgia
- Ateny, Grecja (1984)
- Auckland, Nowa Zelandia (1971)
- Bejrut, Liban (2006)
- Berlin, Niemcy (1967)
- Bordeaux, Francja (1964)
- Dżakarta, Indonezja (1990)
- Ejlat, Izrael (1959)
- Erywań, Armenia (2007)
- Giza, Egipt (1989)
- Ischia, Kampania, Włochy (2006)
- Kanton, Chiny (1981)
- Kowno, Litwa (1991)
- Lusaka, Zambia (1968)
- Makati, Filipiny (1992)
- Meksyk, Meksyk (1969)
- Bombaj, Maharashtra, Indie (1972)
- Nagoja, Japonia (1959)
- Petersburg, Rosja (1984)
- Pusan, Korea Południowa (1971)
- Salvador, Bahia, Brazylia (1962)
- San Salvador, Salwador (2005)
- Split, Chorwacja (1993)
- Tajpej, Tajwan (1979)
- Teheran, Iran (1972)
- Vancouver, Kolumbia Brytyjska, Kanada (1986)

Miasto zawarło również partnerstwo z izraelskim Tel Awiwem w dziedzinie wymiany handlowej.
Ponadto Los Angeles posiada cztery „zaprzyjaźnione miasta”, do których należą:
- Londyn, Wielka Brytania
- Manchester, Wielka Brytania
- Łódź, Polska
- Katowice, Polska